# Gotha

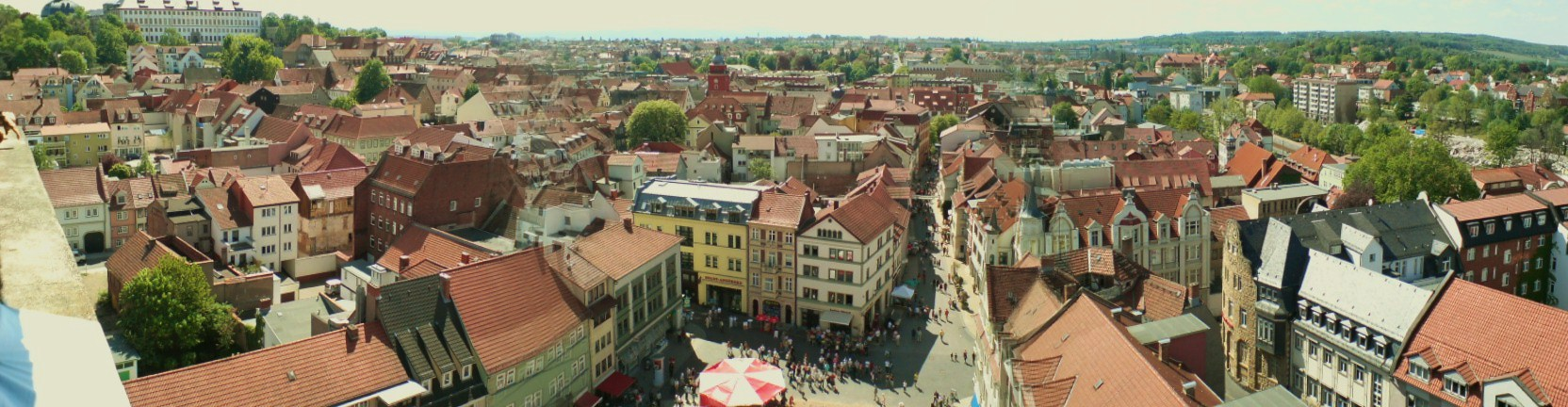
Panorama Gotha, Blick von der Margarethenkirche in Richtung Weststadt

Gotha ist mit 46.400 Einwohnern (Stand: 31. Dezember 2024) die fünftgrößte Stadt des Freistaats Thüringen und Kreisstadt des Landkreises Gotha. Gotha war von 1640 bis 1825 Residenzstadt des Herzogtums Sachsen-Gotha-Altenburg und ab 1826 Haupt- und Residenzstadt des Herzogtums Sachsen-Coburg und Gotha. Im Jahre 1820 wurde vom Kaufmann Ernst-Wilhelm Arnoldi in der namengebenden Stadt mit der Gothaer Versicherung das deutsche Versicherungswesen begründet. Im Gothaer Tivoli gründete sich 1875 die Sozialistische Arbeiterpartei Deutschlands (SAP), die sich später in SPD umbenannte. Die Stadt war ein Zentrum des deutschen Verlagswesens; bereits der 1785 von Justus Perthes gegründete Verlag erstellte kartographische Publikationen wie Landkarten, Atlanten und Wandkarten.
In der Vergangenheit befand sich die Mittelstadt Gotha in der Rivalität zu Weimar, dem anderen Zentrum der ernestinischen Dynastie. Während Weimar das künstlerische Zentrum wurde, wurde Gotha sein naturwissenschaftliches Pendant, wovon heute unter anderem das Naturkundemuseum und die Sternwarte Gotha zeugen. Das barocke Schloss Friedenstein dominiert das Stadtbild. Es war bis 1825 Residenz der Herzöge von Sachsen-Gotha-Altenburg sowie von da an, neben Coburg, bis 1918 Residenz der Herzöge von Sachsen-Coburg und Gotha.
Ein größeres Unternehmen aus Gotha war die Gothaer Waggonfabrik, die vor allem Straßenbahnen und Flugzeuge produzierte. In Gotha fährt heute mit der Straßenbahn Gotha bzw. der Thüringerwaldbahn eine der letzten Überlandstraßenbahnen Deutschlands (nach Waltershausen und Tabarz).
Gotha ist Sitz der Thüringer Fachhochschule für öffentliche Verwaltung; zwei der drei Fachbereiche befinden sich an diesem Standort.

## Geographie

### Geographische Lage
Die Stadt liegt am Übergang des Südrandes des Thüringer Beckens zu einer Vorlandregion des Thüringer Waldes, welche als Westthüringer Berg- und Hügelland bezeichnet wird.
Das Stadtgebiet erstreckt sich zwischen der Trügleber Höhe, dem Boxberg und dem Kleinen Seeberg auf einer Fläche von über 6900 ha. Der Krahnberg im Nordwesten bildet mit 431,3 m ü. NN den höchsten Punkt im Stadtgebiet. Der tiefste Punkt befindet sich mit 269,4 m ü. NN im Heutal.

### Naturraum
Die Stadt ist mit ihrem weiteren Umland zwischen dem Thüringer Wald und seinen Vorbergen im Süden und dem bewaldeten Bergrücken der Fahnerschen Höhen im Norden in das Gebiet des durch Agrarwirtschaft geprägten Thüringer Beckens eingebettet.
Die größten Erhebungen sind der Krahnberg (431 m) sowie der Kleine und der Große Seeberg (406 m). Sie reichen im Nordwesten und Südosten bis an das bebaute Stadtgebiet heran. Sie wurden im 19. Jahrhundert als städtische Naherholungsgebiete aufgeforstet und bilden mit dem im Stadtkern sich erhebenden Schlossberg (331 m) das natürliche Grundgerüst der Stadt.
Die weithin sichtbare Schlossanlage auf dem Schlossberg beherrscht das Stadtbild. Die Altstadt am Nordhang des Schlossberges wird von den Talauen des Wiegwassers im Westen und dem Wilden Graben bzw. Flutgraben und der Ratsrinne im Osten begrenzt.

### Gewässer
Durch das Stadtgebiet fließt von Süd nach Nord der Flutgraben. Im Stadtteil Siebleben entspringt die Rot, ein Zufluss der Apfelstädt. In Gotha-Nord durchzieht das Wiegwasser das Stadtgebiet. Es ist ein kleiner Bach, der die vom Krahnberg abfließenden Wasser aufnimmt. Es entspringt etwa 100 m westlich des Endes der Werner-Sylten-Straße und wird, teils unterirdisch, bis in die Nähe vom Hersdorfplatz geführt, wo es, kurz nachdem es den Leinakanal aufgenommen hat, in den Wilden Graben einmündet.

### Nachbargemeinden
Angrenzende Gemeinden sind im Norden Nessetal, im Osten Friemar, Drei Gleichen und Tüttleben, im Süden Emleben, Georgenthal und im Westen Hörsel. Sämtliche Gemeinden gehören zum Landkreis Gotha.

### Stadtgliederung
| Stadtteil/ Ortsteil | Fläche (km²) | Einwohner 2004 | Einwohner 2010 | Einwohner 2016 | Einwohner 2018 | Einwohner 2020 | Einwohner 2022 |
| ------------------- | ------------ | -------------- | -------------- | -------------- | -------------- | -------------- | -------------- |
| Mitte               | 1,02         | 4.605          | 4.733          | 4.854          | 4.757          | 4.691          | 4.889          |
| Nord                | 8,42         | 3.957          | 3.983          | 3.806          | 3.821          | 3.765          | 3.740          |
| Ost                 | 10,80        | 3.921          | 3.460          | 3.717          | 3.834          | 3.684          | 3.725          |
| Oststadt            | 1,45         | 3.856          | 3.939          | 4.219          | 4.324          | 4.352          | 4.440          |
| Süd                 | 7,06         | 4.035          | 4.160          | 4.217          | 4.174          | 4.073          | 4.051          |
| West                | 3,13         | 10.119         | 8.993          | 9.424          | 9.747          | 9.689          | 10.251         |
| Weststadt           | 1,56         | 7.256          | 7.052          | 7.256          | 7.292          | 7.337          | 7.303          |
| Gotha (Kernstadt)   | 33,44        | 37.749         | 36.320         | 37.493         | 37.949         | 37.591         | 38.399         |
| Boilstädt           | 4,02         | 884            | 867            | 811            | 797            | 785            | 769            |
| Siebleben           | 12,56        | 5.394          | 5.180          | 5.065          | 5.226          | 5.163          | 5.102          |
| Sundhausen          | 11,94        | 1.576          | 1.435          | 1.363          | 1.338          | 1.332          | 1.388          |
| Uelleben            | 7,37         | 777            | 727            | 736            | 720            | 710            | 702            |
| Gotha (gesamt)      | 69,53        | 46.380         | 44.529         | 44.468         | 46.030         | 45.581         | 46.360         |

Quelle: Stadtverwaltung Gotha, Daten jeweils zum 31. Dezember des Jahres, Hauptwohnsitze
Neben diesen Stadtteilen gehören die beiden im Mittelalter aufgegebenen und in der Neuzeit wiederbesiedelten Orte Kindleben und Töpfleben zu Gotha.

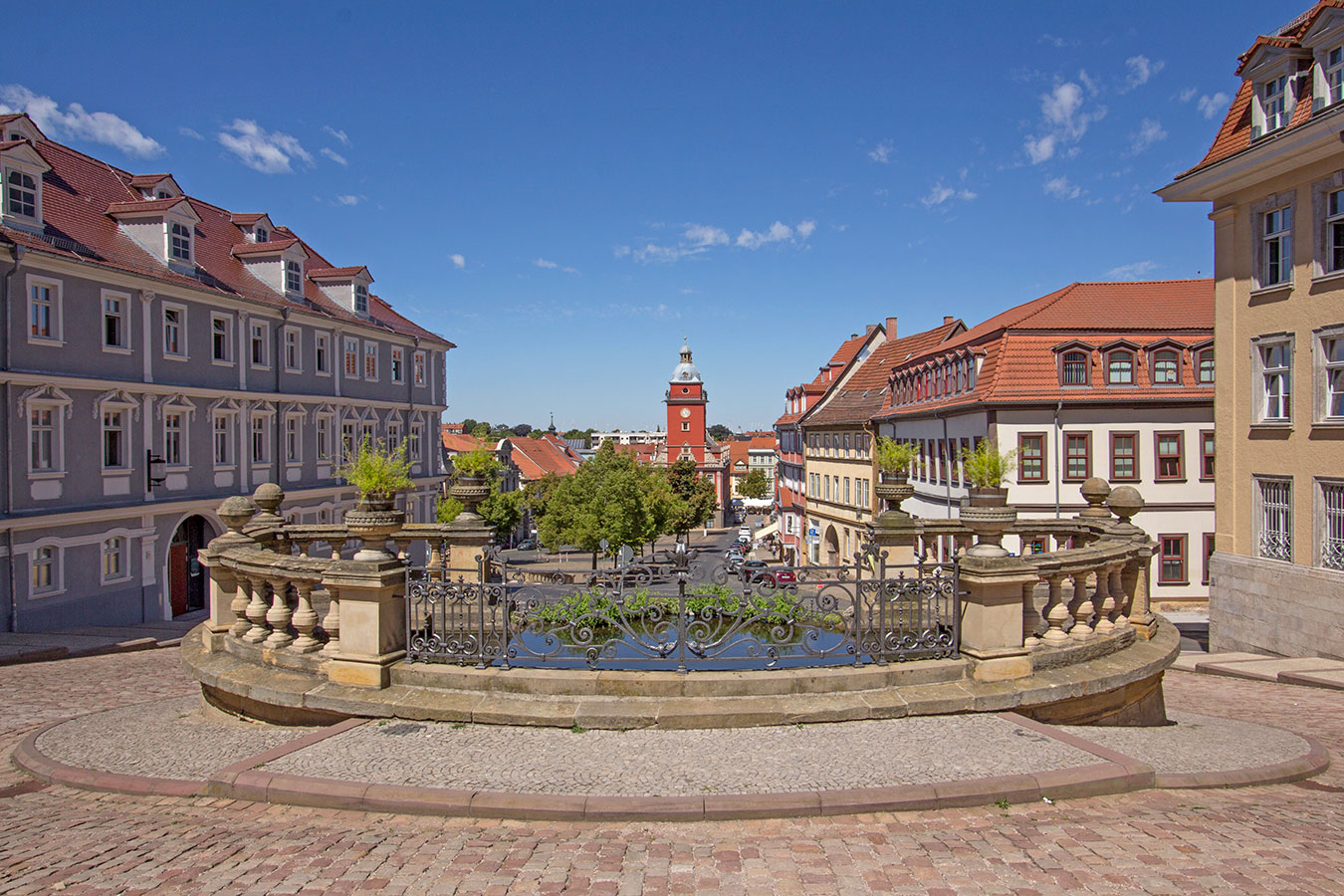
Blick vom Schlossberg über die Wasserkunst auf den oberen Hauptmarkt mit dem alten Rathaus

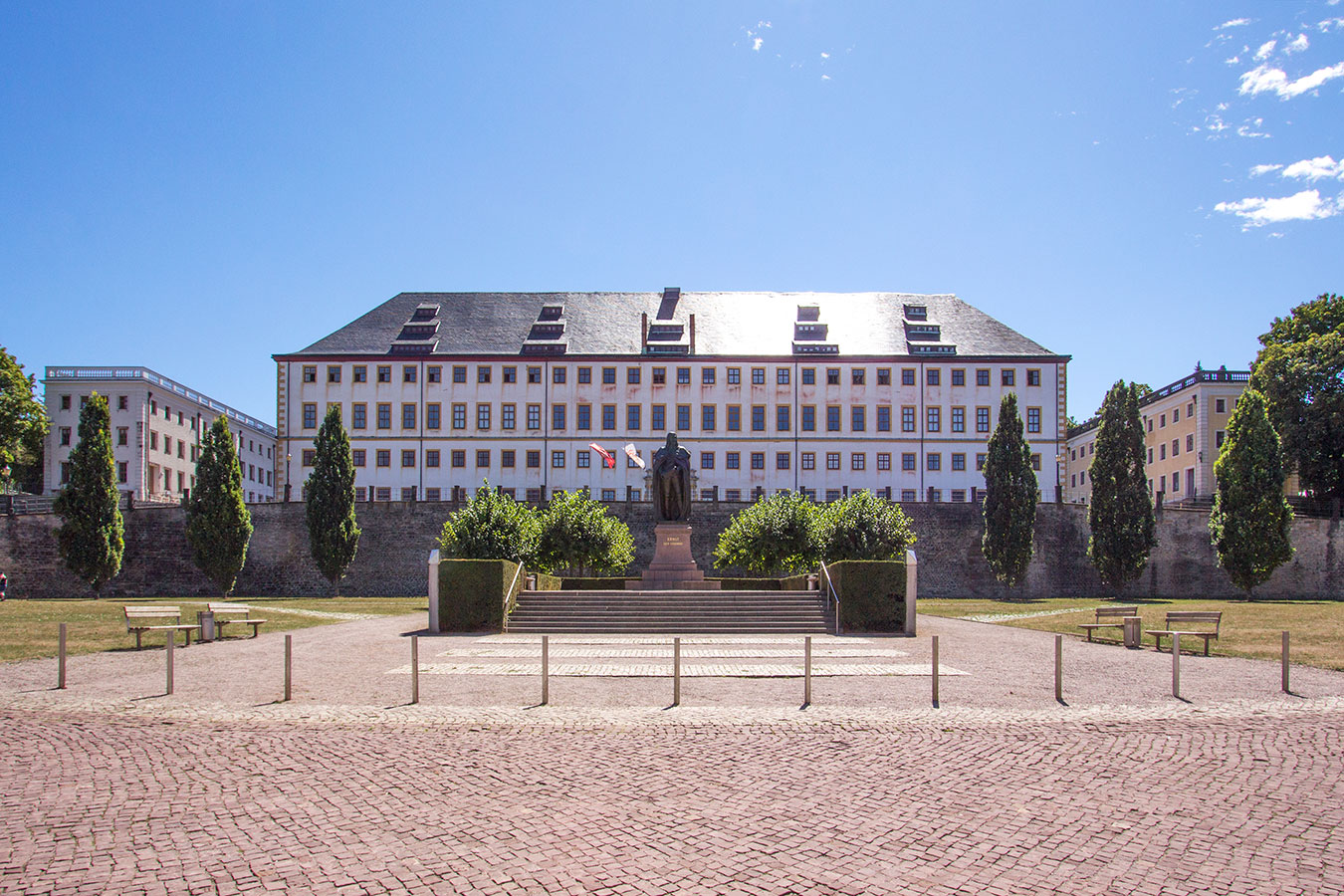
Schloss Friedenstein mit dem Denkmal Ernsts des Frommen

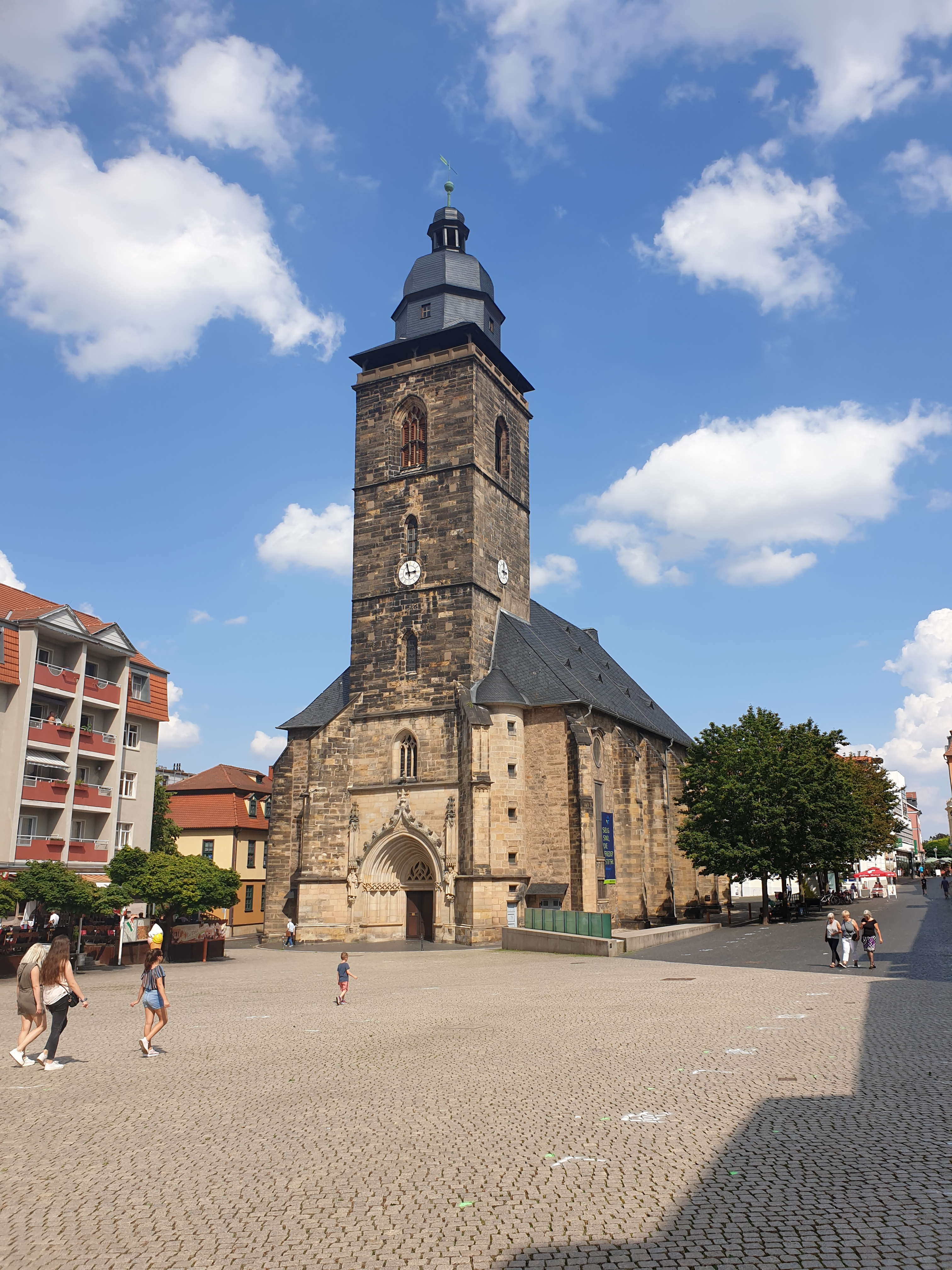
Margarethenkirche

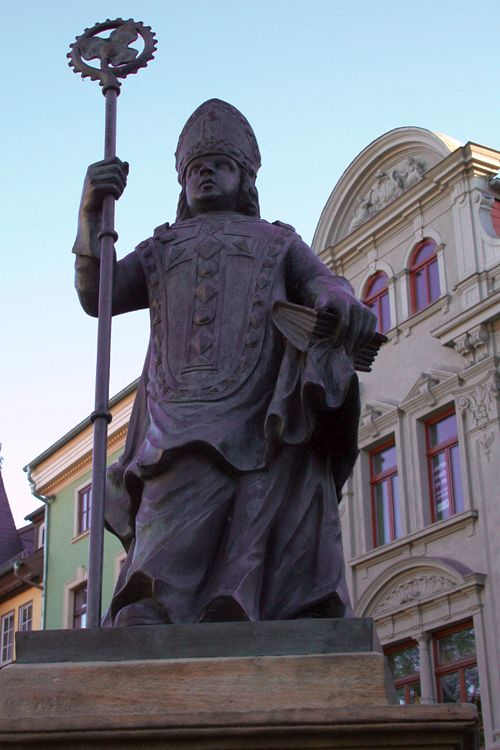
Der Gothardusbrunnen

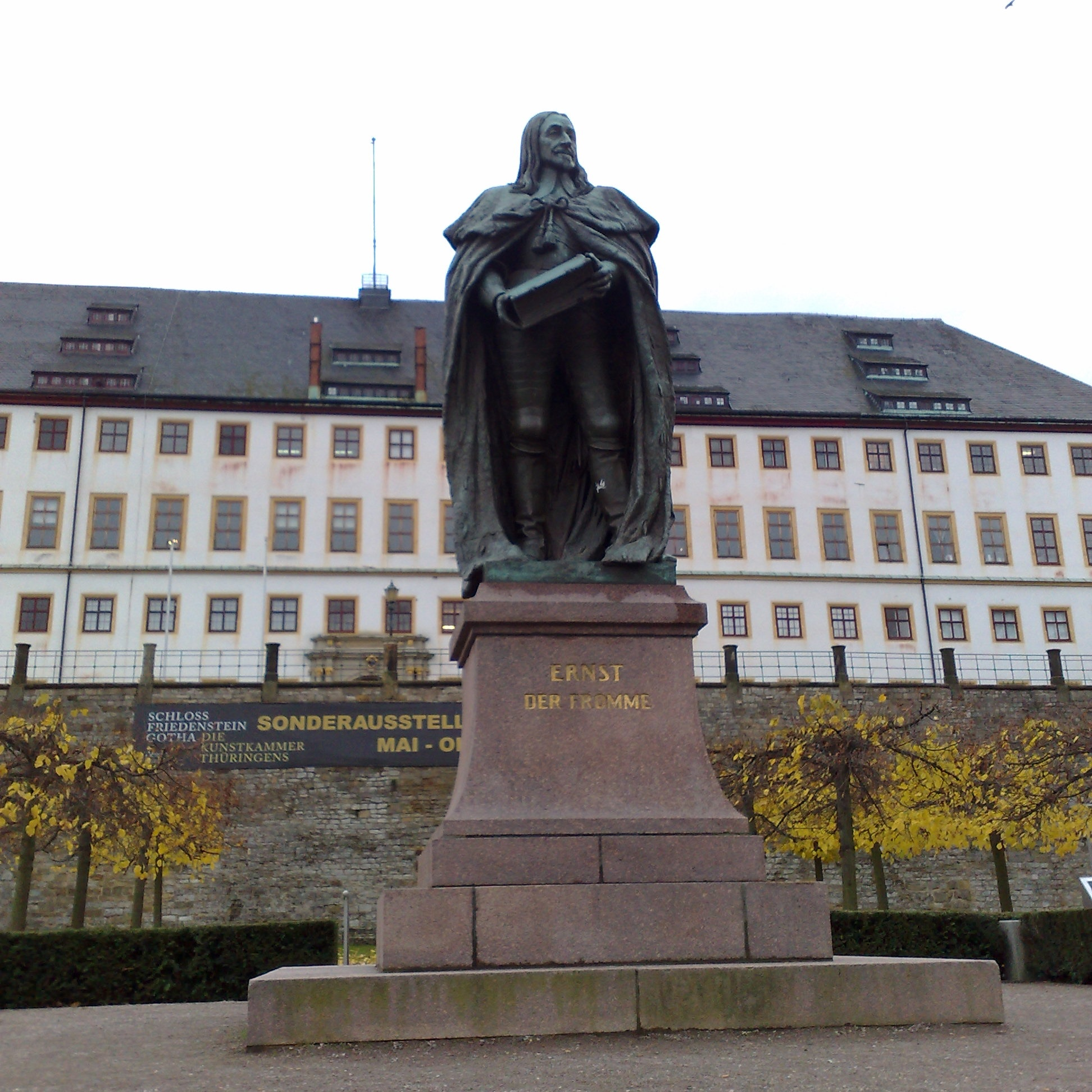
Denkmal „Herzog Ernst, der Fromme“

## Geschichte

### Frühzeitliche Besiedlung
Durch das Vorhandensein fruchtbarer Böden und überregionaler Verkehrswege wurden die Gegend des späteren Gotha und das Umland schon früh besiedelt. Bei Bauarbeiten an einer Umgehungsstraße fand man reichhaltige Funde in den Ortsteilen Boilstädt und Sundhausen. Älteste Befunde stammen aus Siedlungsresten der jungsteinzeitlichen Linearbandkeramik (5500 v. Chr.), während andere Siedlungsreste der frühen Bronzezeit zugeordnet wurden. Weitere Befunde weisen auf Grabhügel der späten Bronzezeit (ca. 1000 v. Chr.) und auf Spuren der Besiedlung aus der Eisenzeit (ca. 500 v. Chr.) hin. Die bedeutendsten Funde stammen aus dem Frühmittelalter (um 600 n. Chr.) aus der Zeit der Merowinger. Besondere Bedeutung hat dabei die Grablege eines Kriegers der thüringisch-fränkischen Oberschicht aus dem 6. Jahrhundert. Der „Herr von Boilstädt“, wie ihn die Archäologen wegen der Nähe der Fundstätte zu Boilstädt nannten, wurde mit reichhaltigen und in Deutschland einmaligen Grabbeigaben bestattet.

### Gründung
Gotha wurde erstmals in einer am 25. Oktober 775 in Düren ausgestellten Urkunde erwähnt. Mit ihr übereignete Karl der Große dem Kloster Hersfeld unter anderem den Zehnt von den Ländereien, Wald und Wiesen der Villa Gothaha. Der Name Gothaha wird als „gutes Wasser“ gedeutet.
Die Beziehungen zu Hersfeld dürften auch der Grund für die Übernahme des Stadtheiligen St. Gothardus (siehe Wappen), eines ehemaligen Abtes von Hersfeld und späteren Bischofs von Hildesheim, gewesen sein. Eine ältere Siedlung ist jedoch anzunehmen. Das Gebiet von Gotha wurde, archäologisch nachgewiesen, bereits seit langem besiedelt.
Der bereits im 16. Jahrhundert bekannten Sage Die Goten als Stadtgründer nach verdankt Gotha sowohl seine Gründung als auch seinen Namen dem Volksstamm der Goten.
Um das Jahr 510 sollen Krieger des Ostgotenkönigs Theoderichs des Großen nach Thüringen gekommen sein, als dessen Nichte Amalaberga den König der Thüringer, Herminafried, heiratete. Jene Ostgoten sollen sich unterhalb des heutigen Schlossberges angesiedelt und der Siedlung den Namen Gota gegeben haben. Diese Gründungssage spiegelt sich bis heute auch in der Gestaltung des aus der Renaissance stammenden Rathausportals wider: Da man den Goten einst die (christlichen) Symbole Lamm und Lindwurm zuschrieb, wurden die Reliefs dieser beiden Tiere 1574 am Portal angebracht samt dem Vers:
ALS MAN ABBRACH DEN ALTEN DVRM (gemeint ist der Turm der 1567 abgebrochenen Jakobskapelle)
DARAHN STVND DIS LAMB VND LINDWVRM: DAS LAMB DIE GOTTEN IN IHREN FAHNEN GEFÜHRT IN FRIEDENS ZEITENN, DEN LINDWVRM ABER WIDER IHREN FEIND IN KRIEG VND STREITENN.

### Mittelalter

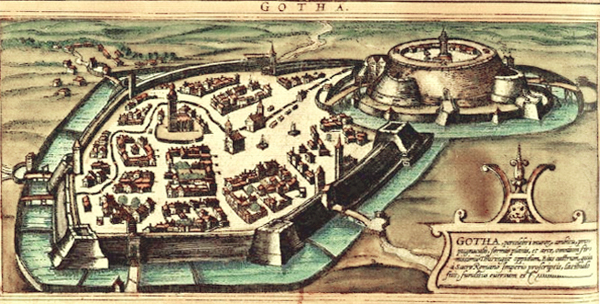
Die Stadt Gotha vor 1572

Gotha entwickelte sich als zentraler Marktort und Etappenstation an einer Kreuzung der Via Regia bzw. Hohen Straße (West-Ost-Richtung), und einer Verbindung von Mühlhausen über Bad Langensalza zu einem Übergang über den Thüringer Wald bei Oberhof (Nord-Süd-Richtung).
In einer Schenkungsurkunde vom 18. Mai 874 werden die heutigen Stadtteile Gothas Unsolteyleba (Uelleben), Kintileba (Kindleben) sowie die nahegelegene Gemeinde Bufileba (Bufleben) nebst anderen 114 Orten in Thüringen als dem Stift Fulda zehntpflichtig erwähnt. Erzbischof Liubert zu Mainz als auch der Abt Sigehard zu Fulda machten das Recht der Zehnterhebung für sich geltend. Den Streit darüber entschied König Ludwig der Deutsche (840–876) am Hofe zu Ingelheim zu Gunsten der Abtei Fulda.
Unter den Ludowingern wurde die heute noch erkennbare planmäßige Stadtanlage geschaffen. Die Stadt erhielt etwa Mitte des 12. Jahrhunderts unter Landgraf Ludwig II. das Eisenacher Stadtrecht. 1180/89 wurde Gotha in einer Urkunde des Landgrafen erstmals als Stadt erwähnt. Sie wurde zu einer der Hauptmünzstätten der Landgrafen. 1207 kam es zu einem ersten verheerenden Stadtbrand. 1223 erfolgte die Stiftung des Hospitals Mariae Magdalenae im Brühl als ältester Wohlfahrtseinrichtung der Stadt durch den Landgrafen Ludwig IV. und seine Gattin Elisabeth von Thüringen. der späteren Heiligen Elisabeth. 1247 ging die Landesherrschaft von den Thüringer Landgrafen auf die Wettiner über.
Gotha entwickelte sich im Schutz der Burg Grimmenstein, einer ständig verstärkten Burg der Wettiner und der eigenen Stadtbefestigungsanlage, die aus Mauern, Stadttoren, Türmen, Erdwällen und Gräben aufgebaut war. Die städtische Militärorganisation der Zünfte brachte um 1442 die erste Schützenordnung hervor, diese regelt auch die Ausbildung und Bewaffnung der Bürgerwehr. Für das Jahr 1478 wurde das erste Vogelschießen vor dem Brühler Tor erwähnt, der beste Armbrustschütze erhielt vom Stadtmagistrat eine Schützenkette verliehen.
Über lange Zeit war der Waidhandel Basis eines gewissen Wohlstandes, bis in das 16. Jahrhundert gab es mehr als 300 Dörfer in der Gegend um Gotha, Erfurt und Arnstadt, die diese Waidpflanze anbauten. Als Schwerpunkte der handwerklichen Gewerbe lassen sich die Wolltuchproduktion und -veredelung sowie die Herstellung von Schuhen und Lederwaren nennen. Im 16. Jahrhundert hatten sich auch Waffen-, Huf-, Nagel-, Kupferschmiede und Schlosser, Schwertfeger, Nadler und Klempner in der Stadt mit eigenen Zünften herausgebildet, im Ledergewerbe finden sich nun als Spezialisten Sattler, Riemer, Beutler, Täschner, Gürtler und die Lohgerber.
Ein großes Hemmnis für die weitere Stadtentwicklung war die Wasserversorgung. Die wenigen natürlichen Quellen im Stadtgebiet und die städtischen Brunnen reichten nur bedingt, daher wurde 1369 unter Landgraf Balthasar von Thüringen der Leinakanal angelegt. Dieses noch bestehende technische Denkmal der Wasserversorgung der Stadt führte über mehr als zwölf Kilometer Wasser vom Rand des Thüringer Waldes der Stadt zu, da es in Gotha keine natürlichen Flüsse gab. Laut einer erhaltenen Stadtordnung aus dem 14. Jahrhundert musste in jeder Gothaer Straße ein Brunnenmeister als Beauftragter für die Sauberhaltung und Reparatur der Wasserbauwerke gewählt werden.

### Reformationszeit

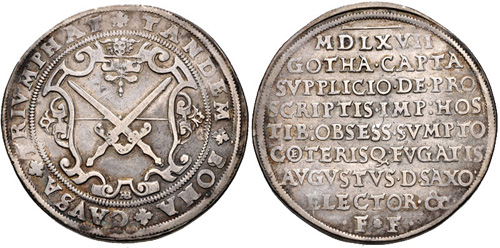
Taler auf die Einnahme von Gotha (1567) aus der Münzstätte Dresden

Nach einer ersten reformatorischen Predigt im Jahr 1522 wurde unmittelbar nach dem Gothaer Pfaffensturm im August 1524 der mit Martin Luther befreundete Friedrich Myconius als evangelischer Prediger an die Marienkirche in Gotha berufen, der für die Festigung des evangelischen Glaubens und die Organisation der Gemeinden in und um Gotha wirkte.
Im Jahre 1526 trafen Landgraf Philipp von Hessen und Kurfürst Johann von Sachsen in Gotha eine Vereinbarung, die später zum Schmalkaldischen Bund führte. Im Jahr 1545 zerstörte ein Stadtbrand fast die Hälfte der Wohngebäude. Weitere Zerstörungen gab es während der Belagerung der Stadt und der Burg in den Jahren 1566 und 1567 durch kaiserliche Truppen unter dem Befehl des Kurfürsten August von Sachsen. Herzog Johann Friedrich II. wollte die verlorengegangene Kurwürde wieder erlangen und verbündete sich mit dem Ritter Grumbach, der unter kaiserlicher Reichsacht stand, gegen den Kaiser. Die kaiserlichen Truppen siegten schließlich. Die starke Festung Grimmenstein wurde während der Grumbachschen Händel geschleift.
Kurfürst August, der die vom Kaiser beauftragte Reichsexekution durchführte, ließ einen Taler auf die Einnahme von Gotha (1567) mit demonstrativ großen Kurschild prägen, der in der Vorderseitenumschrift seinen Sieg propagiert und in der Rückseiteninschrift die Einnahme von Gotha zusammenfasst.

### Frühe Neuzeit bis 19. Jahrhundert

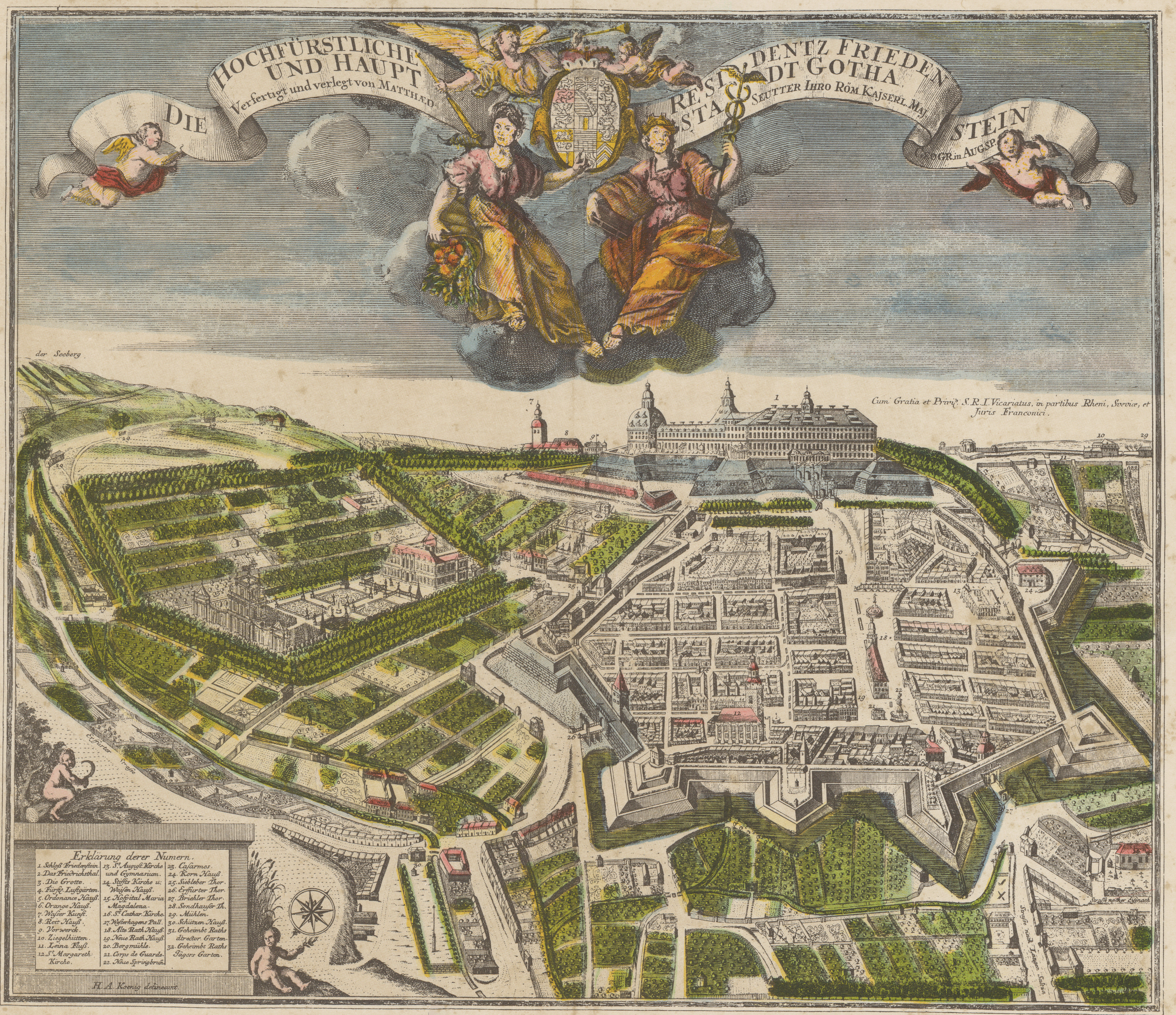
Gotha um 1730

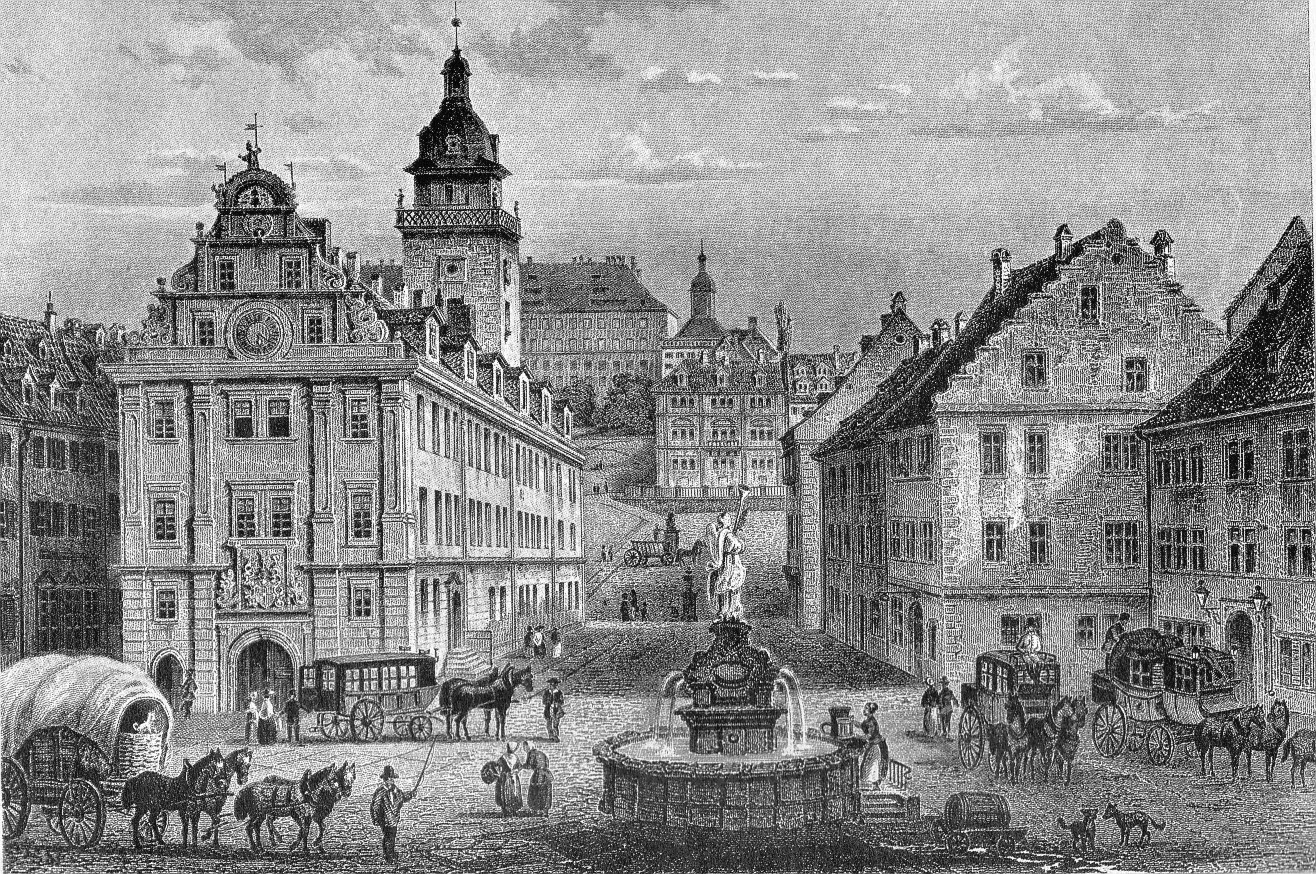
Ansicht um 1850

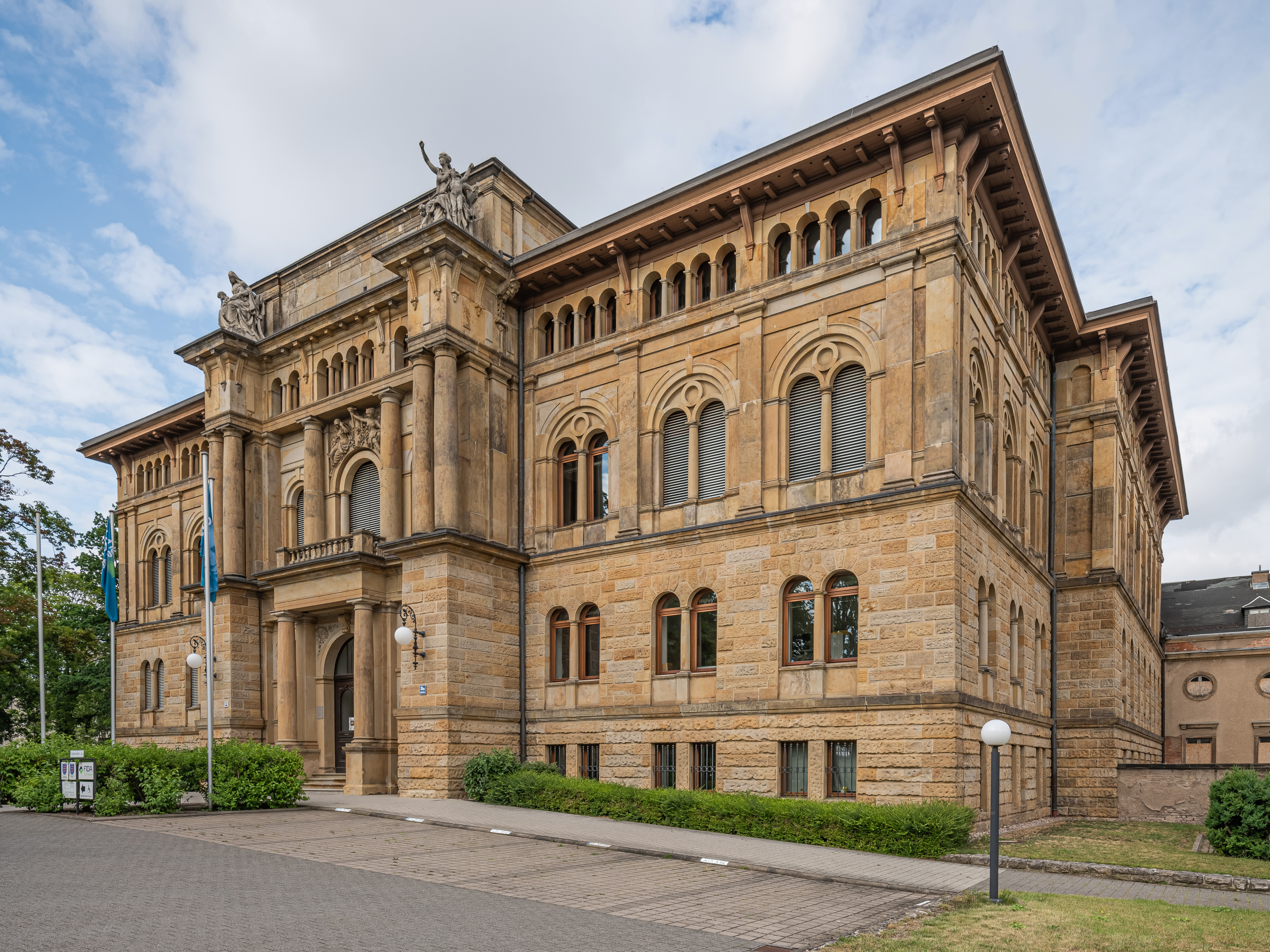
Das Haus der Versicherungsgeschichte

Im 17. Jahrhundert wurde Gotha unter dem protestantischen Herzog Ernst dem Frommen Residenz des Herzogtums Sachsen-Gotha (ab 1826 in Personalunion mit Sachsen-Coburg).
Die Herzöge von Sachsen-Gotha schufen einen in Verwaltung, Wirtschaft und Finanzen vorbildlichen Staat. Die Schulpflicht für Mädchen und Knaben und der Gothaer Schulmethodus des Pädagogen Andreas Reyher als erste Schulordnung wurden eingeführt, naturwissenschaftliche Sammlungen begonnen. Das Hoftheater (Ekhof-Theater zu Ehren seines Mitbegründers Conrad Ekhof) wurde in einen Ballsaal des Schlosses eingebaut und beeinflusste als erste Bühne mit festem Ensemble noch lange die Entwicklung des deutschen Theaters.
1663 verwüstete ein Brand über 300 Häuser der historischen Altstadt, auch im Baufeld Mönchelsstraße/Querstraße im Süden des Neumarktes. Hier wurden Bauhölzer auf das Jahr 1490 datiert.
Um 1740 erschien in Gotha eine vom Hof und insbesondere der Herzogin Luise Dorothea von Sachsen-Meiningen unterstützte preußen-feindliche Zeitung in französischer Sprache, die Gazette de Gotha. Obwohl sie nur lokal bekannt war, zog sie das Missfallen des preußischen Königshauses Friedrichs II. auf sich. Der preußische Kriegsrat Backhoff Freiherr von Echt bemühte sich im Dezember 1744 vergeblich um eine wahrheitsgemäße Darstellung der Ereignisse des Zweiten Schlesischen Kriegs in der Gazette de Gotha.
Die verschiedenen Interessen der Herzöge begründeten den Ruf Gothas als eine Stadt der Naturwissenschaften und Künste. Bereits 1757 wurde in Gotha Porzellan hergestellt, die Porzellanmanufaktur gehörte somit zu den ältesten Europas.
Durch den Ruf Gothas kamen namhafte Wissenschaftler und Künstler an den Hof (siehe auch unter → Persönlichkeiten). Unter Ernst II. von Sachsen-Gotha-Altenburg wurde die Schlossbefestigung aufgehoben. Ein Park nach englischem Vorbild entstand. Der Herzog finanzierte aus Privatmitteln eine moderne Sternwarte, die nach testamentarischem Wunsch als sein einziges Denkmal erhalten werden sollte. 1785 wurde der geographische Verlag Justus Perthes gegründet, in dem von 1785 bis 1944 der Gothaer Adelskalender (Der Gotha) erschien. Ernst-Wilhelm Arnoldi begründete durch die Gothaer Feuerversicherungsbank 1820 (heute: Gothaer Allgemeine Versicherung AG in Köln) und die Lebensversicherungsbank 1827 (heute: Gothaer Lebensversicherung AG in Köln) die moderne Versicherung auf Gegenseitigkeit. Aus ihnen entstand der Gothaer-Konzern in Köln. Somit ist Gotha als Entstehungsort der heutigen deutschen Versicherungswirtschaft anzusehen.
1847 erfolgte der Anschluss an das Eisenbahnnetz und der Bau des Gothaer Bahnhofs, (zunächst die Strecke Leipzig – Frankfurt (Main)). Herzog Ernst II. von Sachsen-Coburg und Gotha vertrat konsequent die preußische Einigungspolitik. Als Fürsprecher bzw. Protektor der Sänger, Turner, Schützen, Jäger und studentischen Burschenschaften erlangte er Popularität. 1849 fand in Gotha das Nachparlament statt. Aus liberaler Überzeugung wurde eine fortschrittliche Verfassung zugelassen und verkündet, die „gesamtdeutsche“ Kongresse wie die Gründung des Deutschen Schützenbundes 1861 oder die Vereinigung der Arbeiterparteien von Ferdinand Lassalle und August Bebel zur Sozialistischen Arbeiterpartei Deutschlands, der späteren SPD, ermöglichten. Auf der Grundlage des Schulgesetzes des Herzogs Ernst II. von Sachsen-Coburg und Gotha entstand durch August Köhler eine erste Ausbildungsstätte für Lehrerinnen und Kindergärtnerinnen. Köhler gründete 1863 den Deutschen Fröbelverein für Thüringen, aus dem 1872 der Allgemeine Fröbelverein und ein Jahr später der Deutsche Fröbelverband hervorging. Alle beschäftigten sich mit den Lehren des deutschen „Urpädagogen“ Friedrich Fröbel. 1878 wurde in Gotha das erste deutsche Krematorium errichtet.

### 1900 bis 1945

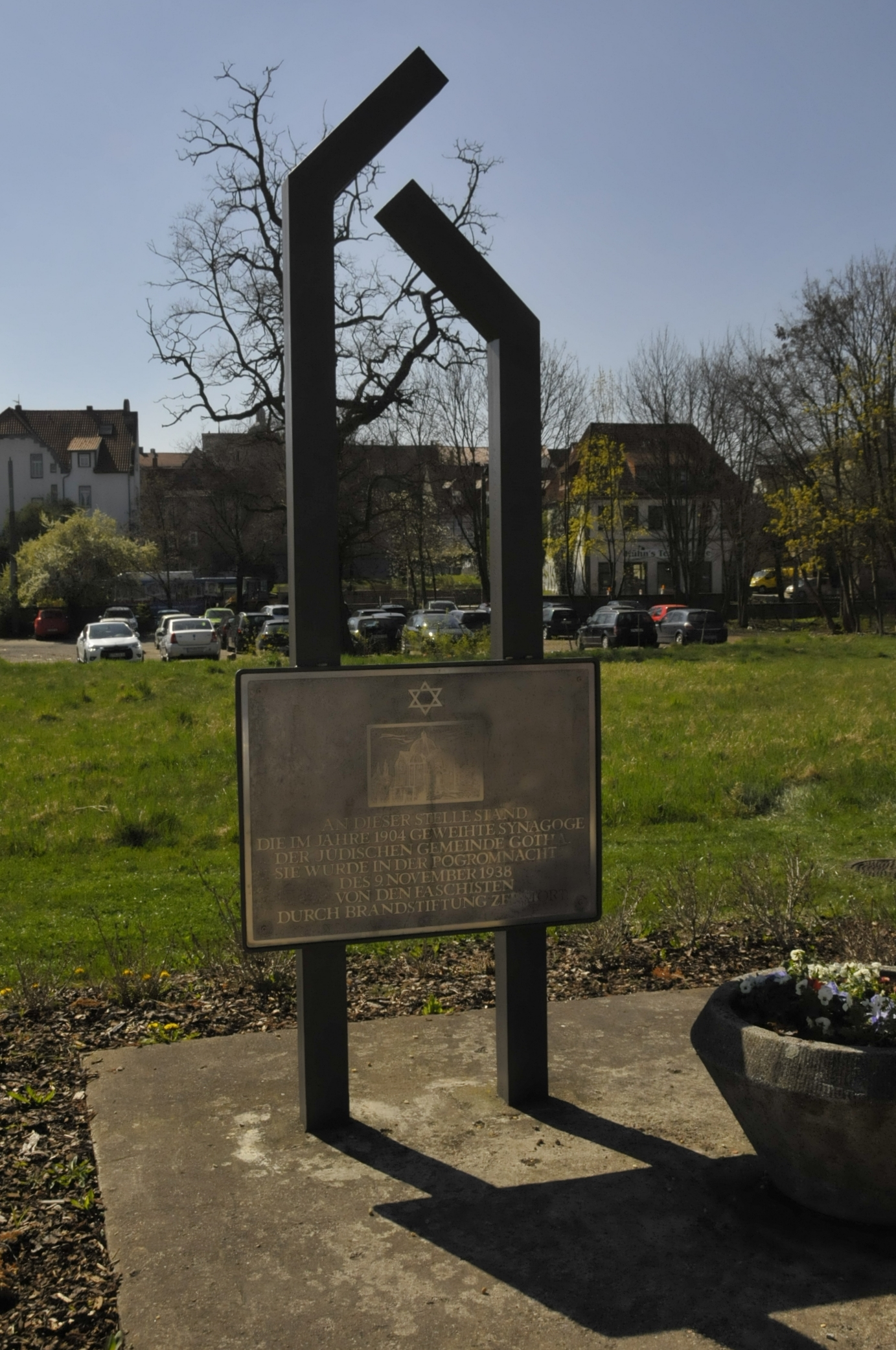
Denkmal für die ehemalige Synagoge

Begünstigt durch die guten Verkehrsverbindungen entwickelte sich die Stadt zu einem wichtigen Standort des Maschinenbaus, der Druckindustrie und der Verarbeitung landwirtschaftlicher Rohstoffe. Schon früh wurde die Fliegerei als sich rasant entwickelnder Zweig erkannt (Fliegerstadt Gotha). 1910 entstand bei Gotha am Südhang des Kleinen Seebergs ein Flugplatz mit Luftschiffhallen sowie ein Militärflugplatz. Bereits vor dem Ersten Weltkrieg begann ein Betrieb mit der Herstellung von Flugzeugen. Mit einer Gotha-Taube, einem Nachbau der Konstruktion von Edmund Rumpler, überquerte Karl Caspar 1914 den Ärmelkanal nach Dover und warf die erste auf das britische Festland fallende Bombe ab. Die als Gothas bekannten Bomber führten ab 1917 die ersten Luftangriffe auf eine Großstadt (London) im Ersten Weltkrieg aus. Nach der Niederlage im Ersten Weltkrieg und der Abdankung des Herzogs im Rahmen der Novemberrevolution kam es zu einer politischen Radikalisierung, die 1920 (Kapp-Putsch) und 1923 (Reichsexekution) zu bewaffneten Kämpfen führte. Gotha war bereits 1918 und auch in den darauffolgenden Jahren als Landeshauptstadt des Freistaates Sachsen-Gotha das Zentrum der Kämpfe zwischen linken und konservativen Kräften in Thüringen. Sie war eine der wenigen Städte Thüringens, in der es damals zu blutigen Gefechten kam. Mit Beginn der Wiederbewaffnung wurde die Flugzeugproduktion in der Gothaer Waggonfabrik wiederaufgenommen. Außerdem wurde das Kampfgeschwader 253, später umbenannt in Kampfgeschwader 4 „General Wever“, der Luftwaffe in der heutigen Friedenstein-Kaserne aufgestellt.
Im Rahmen einer umfassenden Gebietsreform entstand 1922 der Landkreis Gotha, während die Stadt Gotha selbst kreisfrei blieb.
In der Zeit des Nationalsozialismus leisteten einige Gothaer Einwohner Widerstand gegen das Regime. Otto Geithner, sozialistischer Redakteur der Thüringer Volkszeitung, wurde von den Nazis verhaftet, im KZ Buchenwald interniert, erlebte aber die Befreiung. Nach ihm wurde die Otto-Geithner-Straße benannt. Im Büro der Bekennenden Kirche im Haus Gartenstraße 29 war der evangelische Pfarrer Werner Sylten tätig, der Hilfe für jüdische Christen organisierte. Er wurde in der „Euthanasie“-Anstalt Hartheim (Österreich) ermordet. An ihn erinnert die Werner-Sylten-Straße. Im Rosengarten unterhalb des Schlosses stand seit 1969 ein Mahnmal für die Opfer des Faschismus, das 2011 abgerissen wurde. Ein neues Denkmal mit der Inschrift „Ehrendes Gedenken dem antifaschistischen Widerstand und den Opfern des Naziregimes 1933–1945“ wurde 2012 auf dem Gothaer Hauptfriedhof errichtet und am 31. August 2012 an seinem neuen Standort in der Nachbarschaft der Kriegsgräberanlage der Roten Armee und des Sowjetischen Ehrenmals eingeweiht.
Bei den Novemberpogromen wurde die Gothaer Synagoge in der Nacht zum 10. November 1938 von der SA in Brand gesteckt. 1939 musste die Ruine von der jüdischen Gemeinde auf eigene Kosten beseitigt werden.
Zwischen 1934 und 1943 wurden 207 Männer und 475 Frauen Opfer von Zwangssterilisierungen. Von September 1939 bis April 1945 mussten 6778 Zwangsarbeiter und Kriegsgefangene aus den von Deutschland besetzten Ländern hauptsächlich in Gothaer Rüstungsbetrieben (z. B. Gothaer Waggonfabrik) Zwangsarbeit verrichten. Auf dem Hauptfriedhof wurden 215 Opfer der Zwangsarbeit bestattet; an sie erinnert ein Gedenkstein.
Luftangriffe im Februar, August und November 1944 sowie im Februar, März und am 3. April 1945 fügten der Stadt erheblichen Schaden zu. Die Margarethenkirche wurde stark beschädigt; 1952 wurde sie äußerlich in alter Form wiederaufgebaut, das Innere jedoch stark verändert. Das Landestheater brannte aus, die Ruine wurde 1958 abgetragen. Die Orangerie Gotha wurde teilzerstört. Die neoklassizistische Bahnhofshalle von 1848 wurde zerstört und später vereinfacht wiederaufgebaut. Eine Reihe zerstörter wertvoller Bürgerhäuser wurde nicht wieder errichtet. Leichtere Schäden erlitten u. a. die Augustinerkirche, die Friedrichskirche, das Schloss Friedenstein (nur Hauptportal schwer beschädigt), das Schloss Friedrichsthal, die Orangerie, der Parktempel und das Haus Königsaal (Brühl). Diese Schäden wurden relativ bald nach Kriegsende beseitigt.
Insgesamt wurde Gotha zu fünf Prozent zerstört.
Bei Annäherung US-amerikanischer Verbände am Ende des Zweiten Weltkriegs am 4. April 1945 wurden durch ein Kapitulationsangebot des Stadtkommandanten Josef Ritter von Gadolla (1897–1945) weitere schwere Schäden in der Stadt verhindert. Er gab den Befehl: „Truppen setzen sich in Linie Erfurt–Arnstadt ab. Gotha selbst wird nicht verteidigt.“ Von Gadolla wurde für diese Handlung am darauffolgenden Tag in Weimar standrechtlich erschossen. In seiner Sitzung vom 24. Januar 2018 beschloss der Gothaer Stadtrat, Josef Ritter von Gadolla posthum mit der Ehrenbürgerwürde der Stadt auszuzeichnen.
Die Stadt war ab April 1945 zunächst für drei Monate von der US-Armee besetzt, Anfang Juli 1945 wurde Gotha entsprechend der Beschlüsse der Konferenz von Jalta Teil der Sowjetischen Besatzungszone.

### 1946 bis Herbst 1989
1946 wurde das 1927 errichtete Denkmal für die Gefallenen des Infanterieregiments Nr. 95 als Relikt des Militarismus abgerissen.
Bei der Verwaltungsreform von 1952 blieb Gotha Kreisstadt, aber im Bezirk Erfurt. Nach Demontage und Wiederaufbau blieb das Profil der Stadt als Industriestadt (insbesondere Fahrzeugbau, Druckereien (insbes. Kartografie), Gummiindustrie, Lebensmittel) erhalten.
Gotha war an den Unruhen in der DDR am 17. Juni 1953 und an den Tagen danach beteiligt. So wurde im VEB Lowa-Waggonbau gestreikt. Vorbereitungen zu einem Demonstrationszug in die Stadt wurden durch SED-Agitatoren unterbunden. Der Streik im gleichen Werk am 18. Juni wurde mit politischen Forderungen durchgeführt: Sturz der DDR-Regierung und freie Wahlen. An diesem Tag konnte nur noch die Sowjetarmee unter Ausrufung des Ausnahmezustands verhindern, dass sich aus dem Betrieb heraus Demonstrationen in die Stadt hinein entwickelten. In der folgenden Nacht wurden „Provokateure“ verhaftet. Am 19. Juni forderten weiterhin streikende Arbeiter die Freilassung der Verhafteten. Unter Androhung von Schusswaffengebrauch verhinderten Sicherheitsorgane ein Verlassen des Werks in Richtung Stadt. Der VP-Unterleutnant Günter Schwarzer aus Gotha wurde am 19. Juni hingerichtet, weil er sich geweigert hatte, gegen die Streikenden vorzugehen.
An die Tradition als nichtuniversitäres Bildungszentrum von überregionaler Bedeutung konnte bezogen auf die gesamte DDR angeknüpft werden (Fachschulen für Finanzen, Transportbetriebstechnik, Bauwesen, Ingenieurpädagogen, Kindergärtnerinnen und Krankenschwestern).
Die Museen (Schloss-, Regionalkunde-, Naturkundemuseum), die Landes- und Forschungsbibliothek, Archive und wichtige Sehenswürdigkeiten blieben erhalten oder wurden wiedereröffnet. Es kam jedoch zum Verlust von Hunderten von Kunstwerken unter der US-amerikanischen Besatzung und 1946 zur Überführung des gesamten Restes der Gothaer Kunstsammlungen, des Münzkabinetts und der Herzoglichen Bibliothek als Beutegut in die UdSSR. Der Hauptteil der Bibliothek (etwa 300 000 Bände, über 90 %), das Münzkabinett und die meisten Kunstwerke kehrten 1958 zurück. Dazu hatte die Akademie der Wissenschaften der UdSSR am 19. April 1956 einen Entschluss gefasst.
Im Dezember 1979 ereignete sich in der Stadt mit dem Kunstdiebstahl von Gotha, einem Diebstahl von fünf Gemälden aus der Ausstellung im Schloss Friedenstein, der schwerwiegendste Kunstraub in der Geschichte der DDR. 40 Jahre später, am 6. Dezember 2019, wurde bekannt, dass die fünf Alten Meister wieder aufgetaucht sind und sich zur Begutachtung im Berliner Rathgen-Forschungslabor befinden. Am 20. Januar 2020 konnten die Gemälde erstmals seit dem Diebstahl im Rahmen einer Pressekonferenz im Herzoglichen Museum wieder in Gotha gezeigt werden.
Zeitweise wurde mit einer Bevölkerungszahl von etwa 60.000 Einwohnern einschließlich der Studierenden ein historischer Höchststand erreicht.
Seit der Nachkriegszeit kam es in Gotha zu großen Verlusten an historischer Bausubstanz, besonders in der späten DDR-Zeit. Dazu gehörte der Abbruch des Quartiers westlich vom Marktplatz einschließlich Bürgeraue sowie der meisten Häuser der Moßlerstraße und der Großen Fahnenstraße.

### Ab Herbst 1989
Die Wende wurde in Gotha aktiv durch Freitagsdemonstrationen, ausgehend von Friedensgebeten, herbeigeführt. Die erste Demonstration fand am Freitag, dem 27. Oktober 1989, statt.
Höhepunkte waren die friedliche Besetzung der Kreisdirektion der Staatssicherheit am 4. Dezember 1989 und der Auftritt von Willy Brandt am 27. Januar 1990 auf dem Hauptmarkt vor Tausenden Zuhörern.
Nach der deutschen Wiedervereinigung 1990 wurden repräsentative Bauwerke wie Schloss, Winterpalais, Rathaus, die Kirchen, die Wasserkunst und das Herzogliche Museum instand gesetzt. Auch viele Wohngebäude konnten mit den neuen Möglichkeiten saniert werden. Von 1991 bis 2020 investierte die Stadt Gotha allein 681 Millionen Euro in die Infrastruktur, wovon 125 Millionen Euro als eingeworbene Fördermittel aus acht verschiedenen nationalen und europäischen Städtebauförderprogrammen kamen. Von verschiedenen Bauherren sind seit 1994 etwa 850 Millionen Euro investiert worden. Insgesamt kann Gotha seit der deutschen Wiedervereinigung 1990 auf Investitionen in Höhe von mehr als zwei Milliarden Euro blicken.
Andererseits verfielen zunehmend leerstehende Gebäude, auch denkmalgeschützte. So kam es 2014 zum Abbruch einer ganzen Häuserzeile am Brühl, darunter vier Häuser aus dem 16. bis 18. Jahrhundert, ein Renaissance-Bau und das älteste Haus von Gotha.
2020 wurde Gotha der Ehrentitel „Reformationsstadt Europas“ durch die Gemeinschaft Evangelischer Kirchen in Europa verliehen.

### Eingemeindungen
Im Zuge der Gebietsreform in Thüringen wurden am 1. Juli 1994 die Gemeinden Boilstädt und Uelleben eingemeindet. Die ehemals selbstständigen Dörfer Siebleben und Sundhausen waren bereits 1922 respektive 1974 eingemeindet worden.

### Einwohnerentwicklung

Einwohnerentwicklung von Gotha von 1818 bis 2018 nach nebenstehender Tabelle

Vom Ende der 1860er Jahre bis 1910 verdoppelte sich die Einwohnerzahl Gothas aufgrund der wirtschaftlichen Entwicklung durch die Hochindustrialisierung in Deutschland. Der Erste Weltkrieg hatte einen Einbruch von rund zehn Prozent zur Folge, der jedoch bis 1919 wieder ausgeglichen wurde.
Nach dem Ende des Zweiten Weltkrieges hielten sich in der Stadt etwa 12.000 Umsiedler und Evakuierte auf. Dies führte zu einem weiteren Anstieg der Einwohnerzahlen. Im Jahre 1975 erreichte die Bevölkerungszahl mit fast 60.000 ihren historischen Höchststand. In den 1970er Jahren wurde ein Anstieg auf 70.000 Einwohner bis in das Jahr 2000 prognostiziert. Jedoch stagnierte die Einwohnerzahl Ende der 1980er Jahre auf einem Wert zwischen 57.000 und 58.000.
Mit der Wende und der deutschen Wiedervereinigung kam es zu einem raschen Bevölkerungsverlust. Dieser lässt sich auf das starke Geburtendefizit der Nachwendejahre und eine negative Wanderungsbilanz zurückführen. Der Wegzug zu Beginn der 1990er Jahre bezog sich großteils auf die Umlandgemeinden Gothas, in denen sich umfangreiche Wohngebiete entwickelten. Ein Beweis dafür ist die Bevölkerungszunahme im Landkreis Gotha im gleichen Zeitraum. Zum Ende der 1990er Jahre und um die Jahrtausendwende herum nahm jedoch die Abwanderung in die alten Bundesländer aus wirtschaftlichen Gründen zu. 1997 war die Zahl auf unter 50.000 Einwohner gesunken, diese Marke wurde seitdem (Stand 2019) nicht mehr erreicht.
In den Jahren ab 2005 konnte die negative Wanderungsbilanz der Stadt Gotha kontinuierlich gesenkt werden, sodass Zu- und Abwanderung nun beinahe ausgeglichen waren. Mit der Volkszählung 2011 erfolgte eine Bereinigung der Melderegister, welches die Einwohnerzahl um über 1.000 Personen sinken ließ. Ab 2012 übersteigt die Zuwanderung in die Stadt allerdings das Geburtendefizit, was zunächst zu einer Stabilisierung und aktuell zu einem Wachstum der Einwohnerzahl führt.
Die folgende Übersicht zeigt die Einwohnerzahlen nach dem jeweiligen Gebietsstand. 1818 handelt es sich um eine Schätzung, danach um Volkszählungsergebnisse oder amtliche Fortschreibungen der Statistischen Ämter beziehungsweise der Stadtverwaltung. Vor 1843 wurde die Einwohnerzahl nach uneinheitlichen Erhebungsverfahren ermittelt.
| Jahr            | Einwohner |
| --------------- | --------- |
| 1818            | 12.000    |
| 1. Dez. 1834 ¹  | 13.155    |
| 3. Dez. 1861 ¹  | 16.600    |
| 3. Dez. 1864 ¹  | 18.000    |
| 3. Dez. 1867 ¹  | 19.100    |
| 1. Dez. 1871 ¹  | 20.600    |
| 1. Dez. 1875 ¹  | 22.900    |
| 1. Dez. 1880 ¹  | 26.525    |
| 1. Dez. 1885 ¹  | 27.802    |
| 1. Dez. 1890 ¹  | 29.134    |
| 2. Dez. 1895 ¹  | 31.700    |
| 1. Dez. 1900 ¹  | 34.651    |
| 1. Dez. 1905 ¹  | 36.893    |
| 1. Dez. 1910 ¹  | 39.553    |
| 1. Dez. 1916 ¹  | 36.256    |
| 5. Dez. 1917 ¹  | 36.102    |
| 8. Okt. 1919 ¹  | 39.500    |
| 16. Juni 1925 ¹ | 45.780    |
| 16. Juni 1933 ¹ | 47.848    |
| 17. Mai 1939 ¹  | 54.830    |

| Jahr            | Einwohner |
| --------------- | --------- |
| 1. Dez. 1945 ¹  | 55.528    |
| 29. Okt. 1946 ¹ | 57.639    |
| 31. Aug. 1950 ¹ | 57.414    |
| 31. Dez. 1955   | 57.809    |
| 31. Dez. 1960   | 56.278    |
| 31. Dez. 1964 ¹ | 57.192    |
| 1. Jan. 1971 ¹  | 57.010    |
| 31. Dez. 1975   | 58.761    |
| 31. Dez. 1981 ¹ | 57.573    |
| 31. Dez. 1985   | 57.591    |
| 31. Dez. 1988   | 57.365    |
| 31. Dez. 1990   | 54.525    |
| 31. Dez. 1991   | 53.400    |
| 31. Dez. 1992   | 53.000    |
| 31. Dez. 1993   | 52.300    |
| 31. Dez. 1994   | 52.400    |
| 31. Dez. 1995   | 51.505    |
| 31. Dez. 1996   | 50.530    |
| 31. Dez. 1997   | 49.753    |
| 31. Dez. 1998   | 49.055    |

| Jahr          | Einwohner |
| ------------- | --------- |
| 31. Dez. 1999 | 48.814    |
| 31. Dez. 2000 | 48.376    |
| 31. Dez. 2001 | 47.922    |
| 31. Dez. 2002 | 47.695    |
| 31. Dez. 2003 | 47.158    |
| 31. Dez. 2004 | 47.142    |
| 31. Dez. 2005 | 46.896    |
| 31. Dez. 2006 | 46.497    |
| 31. Dez. 2007 | 46.247    |
| 31. Dez. 2008 | 45.928    |
| 31. Dez. 2009 | 45.736    |
| 31. Dez. 2010 | 45.564    |
| 31. Dez. 2011 | 44.264    |
| 31. Dez. 2012 | 44.371    |
| 31. Dez. 2013 | 44.325    |
| 31. Dez. 2014 | 44.682    |
| 31. Dez. 2015 | 45.410    |
| 31. Dez. 2016 | 45.172    |
| 31. Dez. 2017 | 45.589    |
| 31. Dez. 2018 | 45.733    |

| Jahr          | Einwohner |
| ------------- | --------- |
| 31. Dez. 2019 | 45.419    |
| 31. Dez. 2020 | 45.273    |
| 31. Dez. 2021 | 45.099    |
| 31. Dez. 2022 | 46.019    |
| 31. Dez. 2023 | 46.300    |

1 Volkszählungsergebnis

## Politik

### Stadtrat
Dem Stadtrat von Gotha gehören 36 Mitglieder an. Das Ergebnis der Wahl zum Stadtrat am 26. Mai 2024 ist in den Diagrammen dargestellt.
- Linke: 1
- BSW: 3
- SPD: 12
- Grüne: 1
- FDP: 1
- FWG-P: 3
- CDU: 6
- AfD: 9

Die Kommunalwahlen seit 1994 führten zu folgenden Ergebnissen:
| Parteien und Wählergemeinschaften | Parteien und Wählergemeinschaften                           | 2024   | 2024   | 2019   | 2019   | 2014   | 2014   | 2009   | 2009   | 2004   | 2004   | 1999   | 1999   | 1994   | 1994   |
| Parteien und Wählergemeinschaften | Parteien und Wählergemeinschaften                           | %      | Sitze  | %      | Sitze  | %      | Sitze  | &      | Sitze  | %      | Sitze  | %      | Sitze  | %      | Sitze  |
| --------------------------------- | ----------------------------------------------------------- | ------ | ------ | ------ | ------ | ------ | ------ | ------ | ------ | ------ | ------ | ------ | ------ | ------ | ------ |
| SPD                               | Sozialdemokratische Partei Deutschlands                     | 33,9   | 12     | 30,4   | 11     | 34,9   | 13     | 31,0   | 11     | 17,3   | 7      | 26,8   | 10     | 31,0   | 14     |
| AfD                               | Alternative für Deutschland                                 | 24,4   | 9      | 18,0   | 6      | —      | —      | —      | —      | —      | —      | —      | —      | —      | —      |
| CDU                               | Christlich Demokratische Union Deutschlands                 | 17,6   | 6      | 17,0   | 6      | 21,5   | 8      | 24,3   | 9      | 30,9   | 12     | 30,7   | 12     | 30,1   | 13     |
| LINKE (PDS)                       | Die Linke (bis 2004: Partei des Demokratischen Sozialismus) | 3,4    | 1      | 12,9   | 5      | 18,2   | 7      | 19,3   | 7      | 24,7   | 10     | 19,7   | 7      | 17,5   | 8      |
| FWG                               | Freie Wählergemeinschaft                                    | 6,9    | 3      | 11,3   | 4      | 8,9    | 3      | 11,4   | 4      | 13,0   | 5      | 7,6    | 3      | 7,1    | 3      |
| Piraten                           | Piratenpartei Deutschland                                   | 6,9    | 3      | 11,3   | 4      | 5,4    | 2      | —      | —      | —      | —      | —      | —      | 0,8    | —      |
| GRÜNE                             | Bündnis 90/Die Grünen                                       | 3,5    | 1      | 6,9    | 3      | 4,4    | 1      | 3,5    | 1      | 4,5    | —      | 1,8    | —      | 7,9    | 4      |
| FDP                               | Freie Demokratische Partei                                  | 1,7    | 1      | 3,5    | 1      | 2,8    | 1      | 5,7    | 2      | 4,4    | —      | 2,3    | —      | 3,2    | —      |
| BSW                               | Bündnis Sahra Wagenknecht                                   | 8,5    | 3      |        |        |        |        |        |        |        |        |        |        |        |        |
| NPD                               | Nationaldemokratische Partei Deutschlands                   | -      | -      | —      | —      | 4,2    | 1      | —      | —      | —      | —      | —      | —      | 0,8    | 0      |
| BI                                | Bürgerinitiative Gotha / Sundhausen, Uelleben, Boilstädt    | -      | -      | —      | —      | —      | —      | 4,8    | 2      | 5,1    | 2      | 11,1   | 4      | —      | —      |
| STATT                             | STATT Partei DIE UNABHÄNGIGEN                               | -      | -      | —      | —      | —      | —      | —      | —      | —      | —      | —      | —      | 2,3    | 0      |
| DSU                               | Deutsche Soziale Union                                      | -      |        | —      | —      | —      | —      | —      | —      | —      | —      | —      | —      | 0,8    | 0      |
| Gesamt                            | Gesamt                                                      | 100,0  | 36     | 100,0  | 36     | 100,0  | 36     | 100,0  | 36     | 100,0  | 36     | 100,0  | 36     | 100,0  | 42     |
| Wahlbeteiligung                   | Wahlbeteiligung                                             | 53,1 % | 53,1 % | 48,1 % | 48,1 % | 43,1 % | 43,1 % | 47,5 % | 47,5 % | 40,6 % | 40,6 % | 48,9 % | 48,9 % | 66,0 % | 66,0 % |

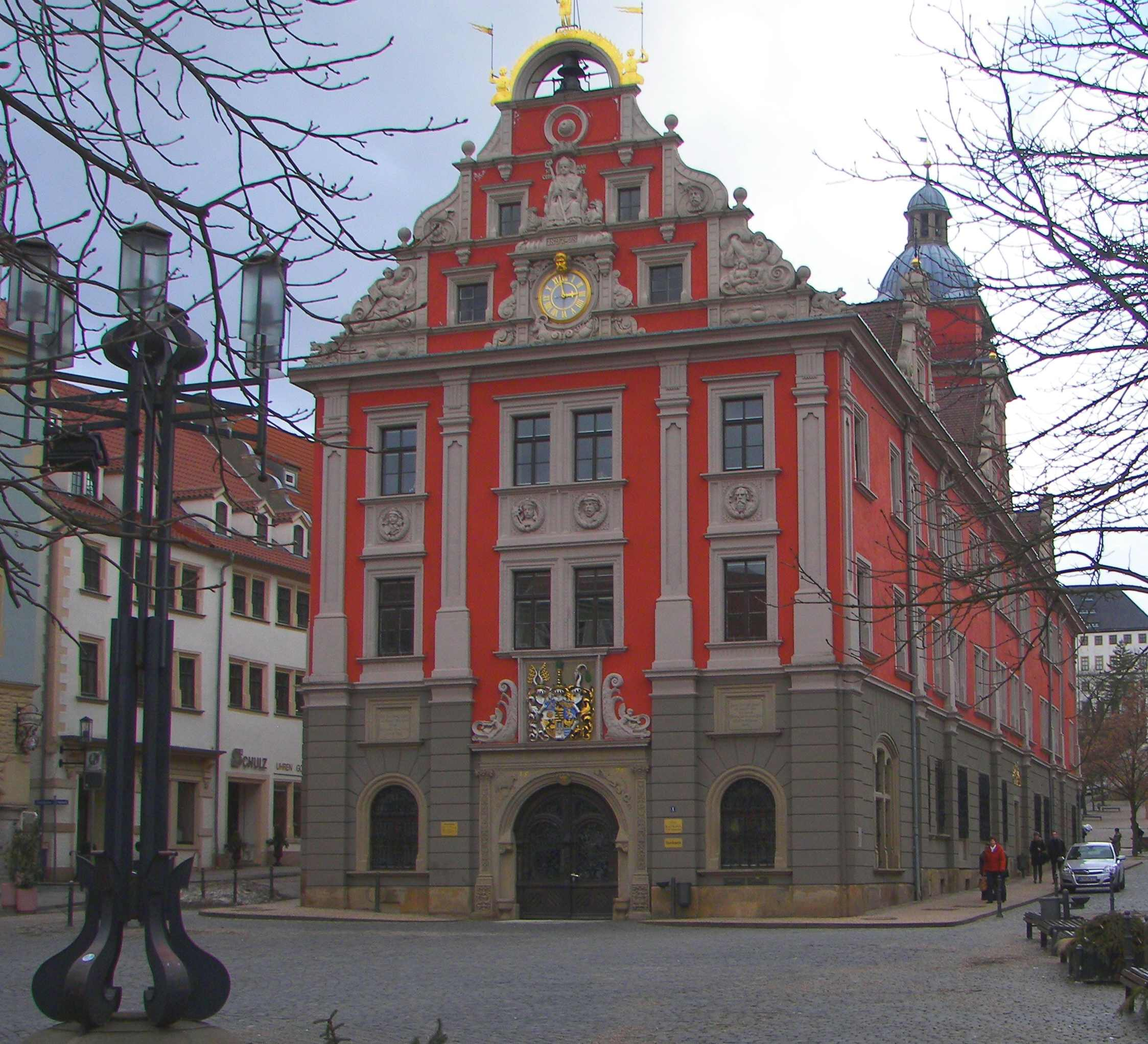
Altes Rathaus Gotha

In der Wahlperiode 2014–2019 bildeten neben den Fraktionen der CDU, der Linken und der FWG die Vertreter der SPD und der FDP sowie von Piraten und Grünen jeweils eine gemeinsame Fraktion. Nur Parteien und Wählergruppen mit mindestens drei Mitgliedern können eine Fraktion bilden. Zusätzlich gehört dem Stadtrat der Oberbürgermeister an.

### (Ober-)Bürgermeister
Der derzeitige Oberbürgermeister Knut Kreuch (SPD) wurde am 7. Mai 2006 gewählt und 2012, 2018 sowie 2024 wiedergewählt.
Im zweiten Obergeschoss des Historischen Rathauses, unmittelbar vor dem „Bürgersaal“, weist eine Galerie auf die bisherigen Bürgermeister und OB der Stadt Gotha hin. Die Galerie beginnt mit Carl August Heß. Er wurde am 17. Dezember 1832 von der Vertretung der Stadt Gotha zu deren erstem Bürgermeister gewählt und trat damit an die Spitze eines völlig neu geordneten städtischen Gemeinwesens. Von ihm ist lediglich die Unterschrift abgebildet, da ein Bild seiner Person nicht vorliegt. Ebenfalls ohne Porträt ist Fritz Schmidt, der am 23. September 1930 Oberbürgermeister wurde und dieses Amt bis zu seiner Flucht im April 1945 innehatte. Aufgrund des historischen Hintergrundes wurde hier bewusst auf ein Porträt verzichtet. Seitdem der Stadt Gotha am 30. Juni 1994 der Titel „Große kreisangehörige Stadt“ verliehen wurde, tragen die Stadtoberhäupter wieder den Titel Oberbürgermeister.

### Wappen und Flagge
| Wappen der Stadt Gotha | Blasonierung: „Der Hauptschild des Wappens besteht aus zwei Feldern, das obere Feld in Gold, das untere Feld ist vierfach von Schwarz und Rot geteilt. Auf der Herzstelle des Hauptschildes befindet sich der Heilige Gotthard im Bischofsornat, auf der mit Löwenköpfen und -beinen verzierten goldenen Kathedra sitzend. Der Thronsessel ruht auf einem Podest in Weiß. Über der purpurnen Kasel trägt er das weiße Pallium mit dem über die Brust herabhängenden Streifen, auf dem vier schwarze Kreuze eingewebt sind. Die auf dem vom Heiligenschein umgebenen Haupt des Bischofs aufgesetzte Mitra ist mit liturgischen Attributen versehen; in der rechten Hand hält er den Krummstab, in der Linken einen Kodex, die Bibel. Im Oberfeld des Hauptschildes sind dargestellt: Eine über der Gestalt des Heiligen schwebende fünftürmige rote Mauerkrone und der Duktus des Schutzpatrons; in drei Zeilen stehen rechts die Buchstaben S. GOTE, links die Buchstaben HARDVS (S. Gotehardus).“ |
| Wappen der Stadt Gotha | |

Flagge
Laut § 2 Abs. 2 der Hauptsatzung führt die Stadt Gotha folgende Flagge:

„Eine Banner-Fahne mit der Streifung, von oben beginnend, rot-gold-schwarz-rot-gold-schwarz-rot-gold-schwarz. Dabei ist der goldene Balken nur halb so breit wie der rote bzw. der schwarze Balken.
In der Mitte der Fahne ist das Wappen gemäß o. g. Wappenbeschreibung angeordnet. Wird die Fahne als Querstab-Standarte ausgefertigt, ist sie längs gestreift: von rechts nach links 3 × rot-gold-schwarz.
Die Fahne steht immer im Verhältnis ihrer Seitenlänge 1:2.“

### Städtepartnerschaften
- Romilly-sur-Seine (Frankreich) seit 1960
- Salzgitter seit 1988
- Gastonia (USA) seit 1993
- Kielce (Polen) seit 1997
- Martin (Slowakische Republik) seit 1997
- Adua (Äthiopien) seit 2016
- Mit Gotha in Florida besteht zwar derzeit (2015) keine Partnerschaft, eine Erwähnung an dieser Stelle ist dennoch angebracht: Die Siedlung wurde 1885 vom deutschen Einwanderer H. A. Hempel gegründet, der sie nach seiner früheren Heimat benannte. Heute ist eine Hauptstraße des Ortes (Hempel Avenue) nach ihm benannt.

## Kultur und Sehenswürdigkeiten

### Theater
Im Westflügel des Schlosses Friedenstein befindet sich das Ekhof-Theater als ältestes vollständig erhaltenes Schlosstheater der Welt mit originaler barocker Bühnenmaschinerie.
Das Gothaer Stadttheater, ein nach Entwürfen Karl Friedrich Schinkels und von Gustav Eberhard projektierter, klassizistischer Theaterbau, befand sich am östlichen Rand der Innenstadt am Theaterplatz (seit 1991 Ekhof-Platz). Das Gebäude brannte 1945 durch Kriegseinwirkung aus. Die Ruine wurde 1958 gesprengt, obwohl das Theater hätte wieder aufgebaut werden können. Bis zum Frühjahr 2011 erinnerte ein Gedenkstein des Altstadtvereins am einstigen Standort an die Spielstätte.

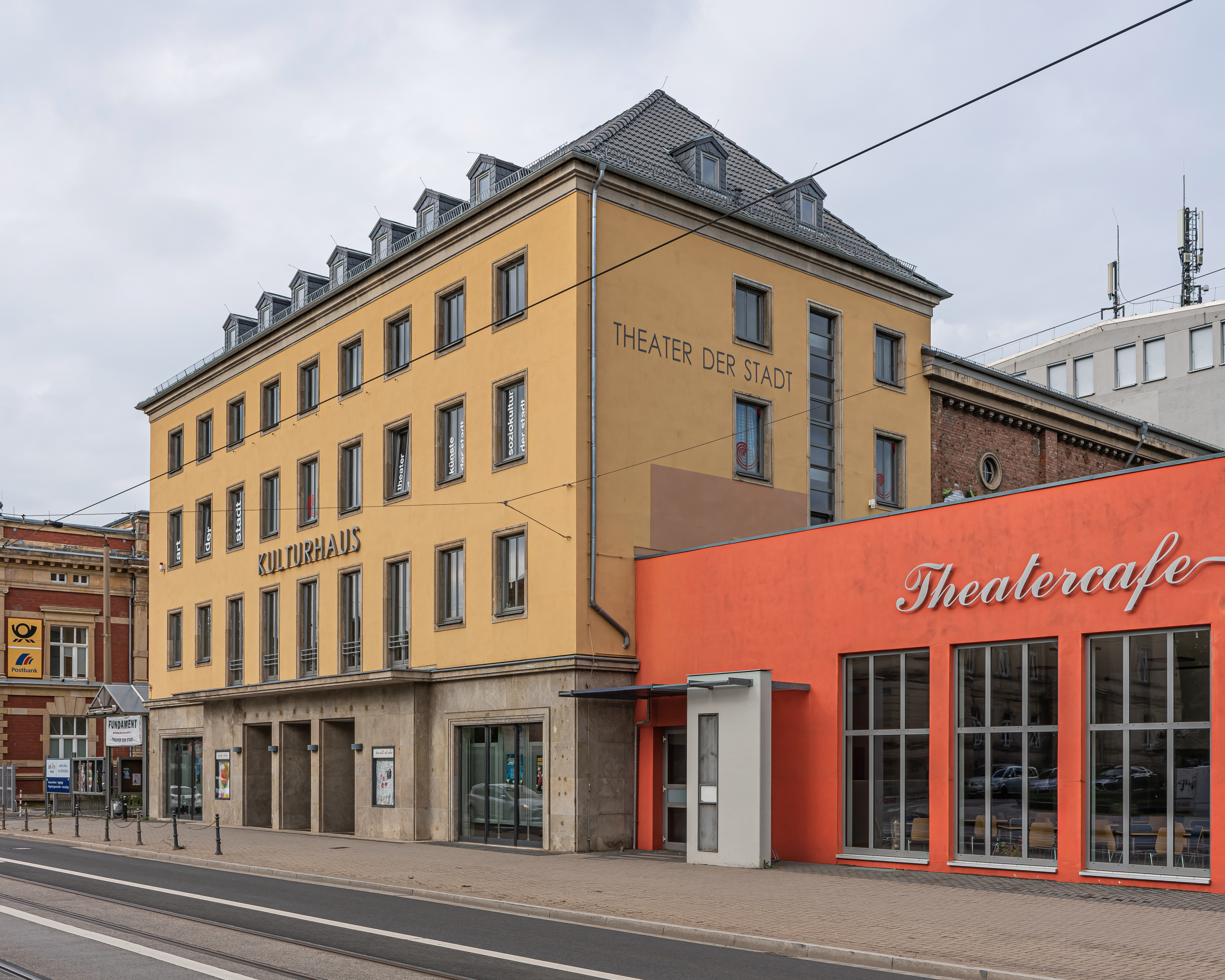
Kulturhaus und Theatercafé Gotha

Im Gothaer Kulturhaus finden das ganze Jahr über Veranstaltungen statt. Das heutige Kulturhaus wurde ursprünglich als Kino gebaut und 1940 mit dem Operettenfilm „Rosen aus Tirol“ eröffnet. Bis 1972 als Lichtspielhaus genutzt, folgte eine einjährige Umbauphase. Mit neuem Heizhaus, Bühnenhaus, Theater-Café und modernisiertem Innenausbau wurde es 1973 als Kreiskulturhaus wiedereröffnet. Zehn Jahre später erhielt es den Namen „Johannes R. Becher“. Seit 1990 ist es als Gothaer Kulturhaus bekannt.
Die vorhandene Theaterbühne mit Drehbühne sowie die moderne Ton- und Lichttechnik ermöglichen Aufführungen aller Art. So ist das Haus mit seinen 785 Plätzen Spielstätte für Oper, Operette, Musical, Konzerte, Schauspiel und Show. Der Saal bietet durch seine Holzvertäfelung eine intime Atmosphäre und eine sehr gute Akustik.
Das Kulturhaus ist Gastspielhaus, bietet aber Veranstaltern auch die Möglichkeit der Einmietung. Seit 2017 hat der Verein „art der stadt“ im Kulturhaus mit dem „fundament“ eine dauerhafte Spielstätte.
In der Stadt Gotha befindet sich seit Oktober 2014 das neu erbaute Cineplex-Kino mit sieben Sälen.

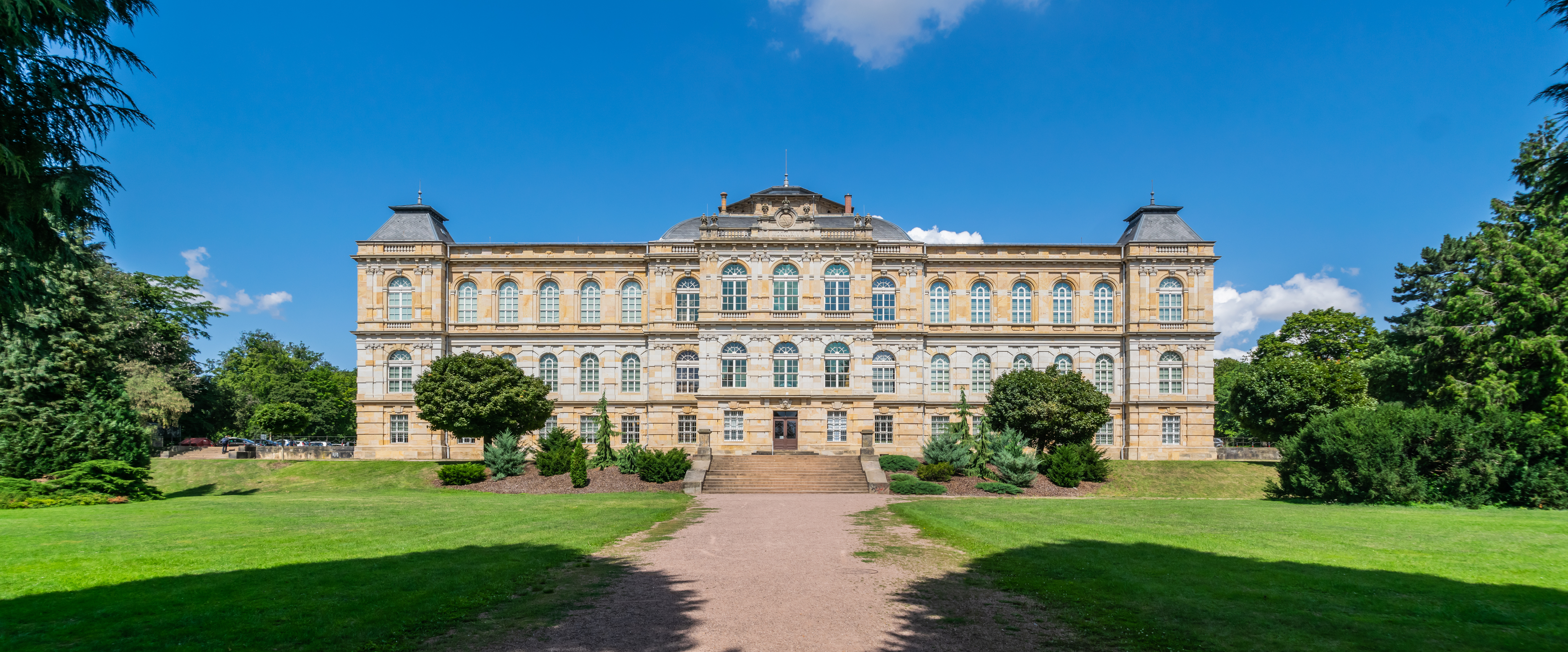
Herzogliches Museum, Kunstmuseum Stiftung Schloss Friedenstein Gotha

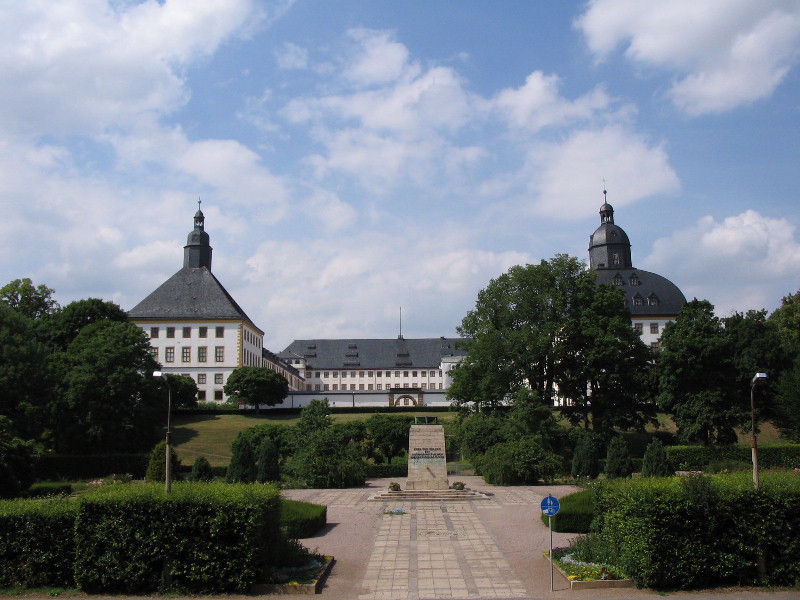
Schloss Friedenstein

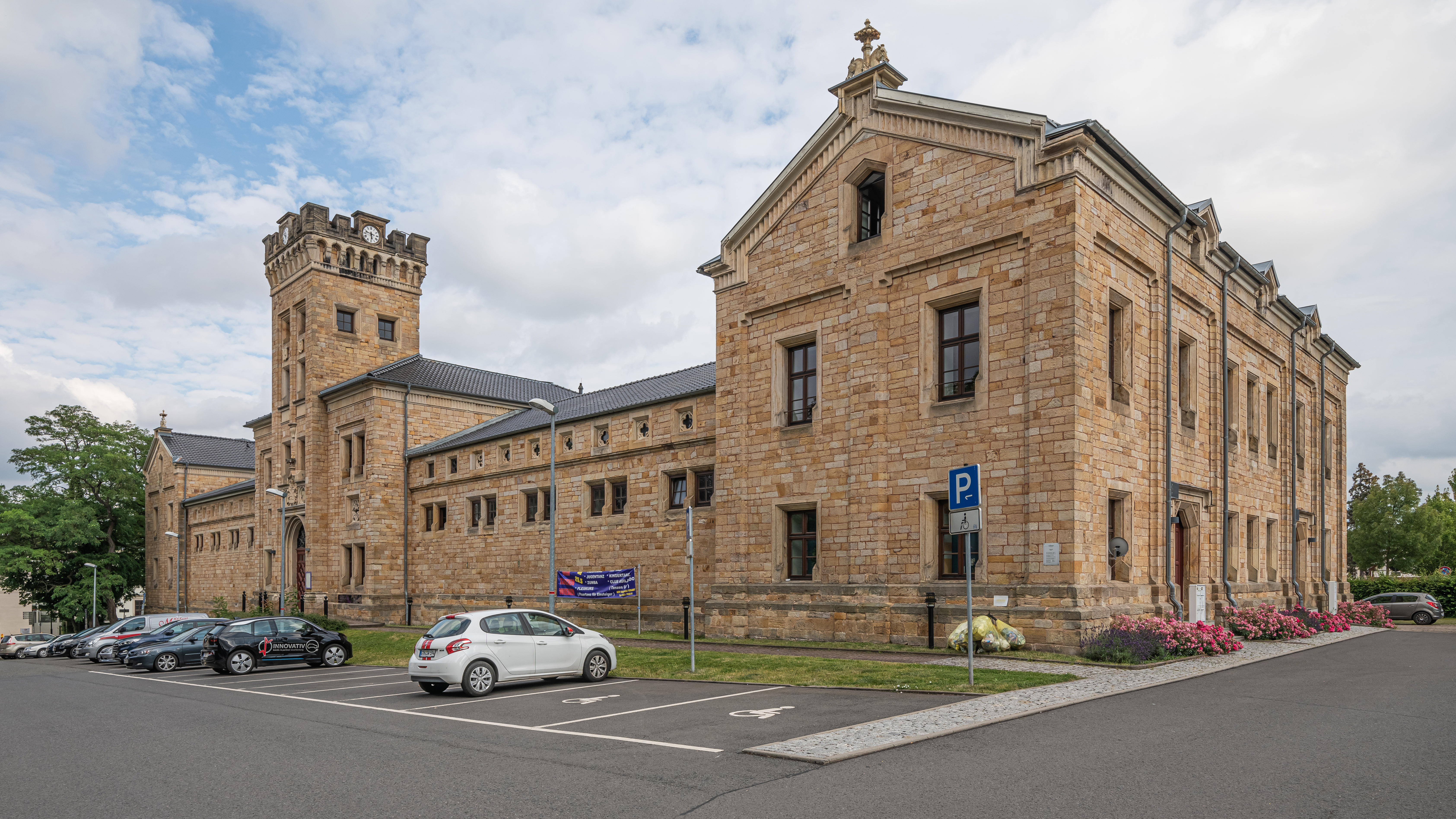
Der Marstall

### Museen
- Tivoli
- Stiftung Schloss Friedenstein Gotha
  - Museum der Natur Gotha
  - Historisches Museum Gotha
  - Schlossmuseum
  - Herzogliches Museum Gotha
- Deutsches Versicherungsmuseum „Ernst Wilhelm Arnoldi“, 2009 im ehemaligen Gebäude der Gothaer Lebensversicherungsbank eröffnet

### Bauwerke
Das Wahrzeichen von Gotha ist der größte frühbarocke Feudalbau in Deutschland, das Schloss Friedenstein mit dem ältesten Englischen Garten auf dem europäischen Kontinent und den begehbaren Kasematten. Am Schlosspark befinden sich die Orangerie, die von 1950 bis 2014 auch die Stadtbibliothek beherbergte (seit März 2014 im Winterpalais), mit dem Schloss Friedrichsthal, das Winterpalais, das Prinzenpalais sowie das Herzogliche Museum (von 1951 bis 2010 Museum der Natur).
Vom Schloss aus gelangt man auf historischem Pflaster an der Nordseite des Schlossberges, entlang der Wasserkunst, in die historische Altstadt und trifft auf den von zahlreichen gut erhaltenen Kauf- und Patrizierhäusern umgebenen Markt mit dem repräsentativen Alten Rathaus.
Im 17. Jahrhundert wurde die mittelalterliche Stadtbefestigung durch später wieder entfernte Festungsbauten ersetzt. Dort befindet sich heute eine Ringstraße, die die Altstadt von den Vorstädten trennt. Vom rechtwinklig angelegten mittelalterlichen Straßennetz blieben am Westrand durch moderne Überbauung kaum Spuren erhalten, hingegen blieb der östliche Teil der Altstadt weitgehend erhalten. Die Straße am Brühl führt zum Maria-Magdalena-Hospital. Am Hauptmarkt mit dem Rothen Löwen sieht man bereits die Stadtkirche St. Margarethen auf dem Neumarkt. Die zweite große Kirche Gothas ist die gotische Augustinerkirche mit barocker Ausstattung, in der Martin Luther mehrmals predigte. An die Kirche schließt sich das älteste Augustinerkloster Thüringens an.
Im 19. Jahrhundert erhielt Gotha als Residenz und Herkunftsort von Prinz Albert eine großzügige städtebauliche Förderung. Zahlreiche schlossartige Verwaltungsgebäude, der Gothaer und Reinhardsbrunner Bahnhof und die Pferderennbahn in Boxberg bezeugen dies. Für das Gothaer Großbürgertum wurde die Bahnhofstraße zur ersten Adresse für ihre Villen.
Das auf der Grundlage von Karl Friedrich Schinkels Entwürfen 1839 am Ekhofplatz erbaute ehemalige herzoglich sächsische Hoftheater, das spätere Gothaer Stadttheater, brannte kurz vor der Einnahme der Stadt durch US-amerikanische Truppen im Zweiten Weltkrieg durch Kriegseinwirkung aus. Unter dem SED-Regime wurde der oft versprochene Wiederaufbau solange hinausgezögert, bis die Bausubstanz nur noch einen Abbruch zuließ. Das in der benachbarten Mohrenvorstadt gelegene ehemalige Volkshaus zum Mohren beherbergte unter anderem Johann Wolfgang von Goethe und Napoleon Bonaparte, war 1917 Gründungsort der USPD, wurde jedoch 2007 zu Gunsten der Verkehrsplanung in diesem Stadtteil gegen den Widerstand der Bevölkerung abgerissen.
Die ehemalige Gaststätte Tivoli südwestlich der Altstadt war das Gründungshaus des unmittelbaren Vorläufers der SPD und wurde saniert. Es beherbergt eine Ausstellung.
Nördlich der Altstadt befinden sich die Gründungsstätte des Deutschen Schützenbunds mit dem denkmalgeschützten Schützenhof und der Friedhof mit dem ältesten Krematorium Deutschlands.
Gotha verfügt über eine Vielzahl von denkmalgeschützten Industriebauten der Gründerzeit.
Mit der Thüringerwaldbahn gelangt man zur Pferderennbahn auf dem Boxberg und weiter nach Waltershausen, Schnepfenthal, Reinhardsbrunn, Friedrichroda und Tabarz.
Auf dem Krahnberg bei Gotha stand fast 150 Jahre lang der von der Familie Arnoldi der Stadt gegen die Verpflichtung zur Erhaltung übergebene Arnoldi-Turm, der in der DDR-Zeit 1972 abgerissen wurde. Er bot als beliebtes Ausflugsziel einen Ausblick auf den Thüringer Wald. An den Standort erinnert seit 2003 eine Stele. Bekanntestes Mitglied der Familie Arnoldi war Ernst-Wilhelm Arnoldi. Unweit des früheren Arnoldi-Turms wurde auf dem Galberg am Inselsbergblick im Juni 2009 der Bürgerturm eingeweiht, den engagierte Bürger mit Spenden finanzierten. Der 35 m hohe Aussichtsturm auf dem fast 400 m hohen Berg überragt den Wald erheblich, bietet einen hervorragenden Ausblick über das Gothaer Land und ist rund um die Uhr kostenlos begehbar.
Die unter Denkmalschutz stehenden Baudenkmale sind in der Liste der Kulturdenkmale in Gotha und Liste der Denkmale in den Ortsteilen und Bodendenkmale von Gotha aufgeführt, die Sakralbauten in der Liste von Sakralbauten in Gotha.

### Parks
Der Schlosspark Gotha liegt mitten im Stadtgebiet und umgibt die gewaltige Schlossanlage des Friedenstein. Er ist der älteste englische Landschaftsgarten auf dem europäischen Festland. In seinen Grundzügen präsentiert sich der Park noch wie vor 200 Jahren. Eine spätere Ergänzung ist der Tannengarten aus der zweiten Hälfte des 19. Jahrhunderts. Der zu Beginn der 1930er Jahre angelegte Rosengarten wurde 2011 beseitigt und existiert nur mehr dem Namen nach.
Die Orangerie mit ihren historischen Kalthäusern und dem Treibhaus ist Teil des Schlossparks, in dem sich eine Vielzahl geschichtsträchtiger und bedeutender Bauwerke und Denkmale befindet. Das sind neben dem Schloss z. B. das Schloss Friedrichsthal, die Ausstellungshalle, das Herzogliche Museum, das Teeschlösschen und der Merkurtempel.
Im südlichen Teil des Schlossparks befinden sich ein kleiner und ein großer Parkteich. Auf der Begräbnisinsel im Großen Parkteich liegen u. a. die letzten drei Herzöge des Hauses Sachsen-Gotha-Altenburg – Ernst II., August und Friedrich IV. – sowie die letzte Herzogin von Sachsen-Gotha-Altenburg, Karoline Amalie, begraben.
Im westlichen Teil des Parks steht seit 1991 ein Gedenkstein für das Infanterie-Regiment Nr. 95, das von 1907 bis 1945 existierte. Leitspruch auf der Inschrift: „fideliter et constanter“ (treu und beständig).
Der Tierpark Gotha ist ein sechs Hektar großer zoologischer Garten am Fuß des kleinen Seebergs.
Der Mönchspark im Ortsteil Gotha-Siebleben mit romantischem Jagdschloss, alten Baumbeständen und Teichanlagen ist ein verstecktes und für viele Besucher unbekanntes Kleinod.
Die bis ins Stadtgebiet hineinreichenden Grünzüge Krahnberg und Seeberg sind bei der Bevölkerung als Naherholungsgebiete sehr beliebt.
Die unter Denkmalschutz stehenden Parkanlagen sind der Liste der Kulturdenkmale in Gotha zu entnehmen.

### Sport
Der bekannteste Fußballverein ist der FSV Wacker 03 Gotha. Die Mannschaft spielt derzeit in der Landesklasse. In derselben Liga treten mit dem SV Westring Gotha und der SpVgg Siebleben 06 zwei weitere Gothaer Mannschaften an. Ebenfalls großer Popularität erfreuen sich die Vereine ESV Lokomotive Gotha und TSV 1869 Sundhausen. Das Basketballteam Oettinger Rockets Gotha spielte seit dem Gewinn des Finales 2012 der ProB-Liga bis 2016 in der ProA (2. Basketballbundesliga). Nach dem Umzug der Mannschaft nach Erfurt in der Saison 2016/2017 und dem anschließenden Rückzug der Oettinger Brauerei als Hauptsponsor tritt das Team mittlerweile in der 2. Regionalliga an.
Die 1. Männermannschaft des Volleyball Club Gotha spielte seit der Saison 2006/07 in der 2. Bundesliga Süd und in der Saison 2010/11 in der 1. Bundesliga. Aktuell spielt die Mannschaft in der Zweiten Bundesliga. Die 1. Damenmannschaft des Vereins spielte in der Saison 2005/06 in der 2. Bundesliga Süd und 2006/07 in der Regionalliga.
Das Stadt-Bad genannte Gothaer Hallenbad (Lage) wurde zwischen 1907 und 1909 nach Plänen von Stadtbaurat Wilhelm Goette im späten Jugendstil errichtet. 2014 wurde es nach grundlegender Sanierung wiedereröffnet, zeitgleich mit dem modernen Erweiterungsanbau mit 25-m-Becken.
Gotha verfügt seit dem 5. Juli 1925 auch über ein Freibad im Süden der Stadt (Lage), das damals von den Mitgliedern des Arbeiter-Schwimmvereins in Eigenleistung ausgehoben und gebaut wurde.
2021 bewarb sich die Stadt als Host Town für die Gestaltung eines viertägigen Programms für eine internationale Delegation der Special Olympics World Summer Games 2023 in Berlin. 2022 wurde sie als Gastgeberin für Special Olympics Somalia ausgewählt. Damit wurde sie Teil des größten kommunalen Inklusionsprojekts in der Geschichte der Bundesrepublik mit mehr als 200 Host Towns.

### Regelmäßige Veranstaltungen
Das wichtigste Fest der Stadt ist das jeweils am ersten Maiwochenende gefeierte Gothardusfest, das dem Stadtpatron St. Gotthard gewidmet ist. Das Fest setzt eine mittelalterliche Tradition, die bereits 1442 in einer Schützenordnung beurkundet ist, fort. Das Fest dauert drei Tage mit vielfältigen Veranstaltungen wie Märkte und Konzerte. So wird beispielsweise zu Beginn des Festes an einem Freitag ein großes Höhenfeuerwerk an der Orangerie veranstaltet und die Wasserkunst auf dem Hauptmarkt wird nach winterlicher Pause wieder in Betrieb genommen. Am darauffolgenden Tag findet traditionell ein Festumzug statt, bei dem sich Vereine aus Gotha und der Umgebung dem Publikum vorstellen. „Hauptakteure“ des Gothardusfestes sind der heilige Gothardus und der Landgraf Balthasar, die von Gothaer Bürgern dargestellt werden.
Das zweite große Stadtfest ist das Barockfest. Seit 2001 lebt jeweils am letzten Augustwochenende im historischen Ambiente des Schlosses Friedenstein und der Orangerie die glanzvolle Epoche des Spätbarocks wieder auf: Rund 200 Laiendarsteller schlüpfen für zwei Tage in Kostüme, der Darsteller Herzog Friedrichs III. von Sachsen-Gotha-Altenburg nimmt mit seinem Hofstaat Wachparaden ab, hält Audienzen, unternimmt Ausfahrten in die Stadt und lustwandelt durch den Orangeriegarten.
Von Juni bis August findet im Ekhof-Theater auf Schloss Friedenstein das Ekhof-Festival mit szenischen Aufführungen und Konzerten statt.
Jedes Jahr im September treffen sich mitten in der Altstadt Schmiede und Metallgestalter zum Internationalen Metallgestaltertreffen „Gotha glüht“. Gleichzeitig dazu findet in der Innenstadt der Herbstmarkt im mittelalterlichen Flair statt. Die Schmiedeergebnisse der Metallgestalter werden jedes Jahr für einen guten Zweck meistbietend versteigert.
Am dritten Adventswochenende findet in der Orangerie der Orangerie-Weihnachtsmarkt statt. Hinter dem Lorbeerhaus wird vor allem traditionelles und regionaltypisches Handwerk präsentiert, das Kulturprogramm der beiden Tage ist in erster Linie auf Familien und Kinder ausgerichtet.
Von 1997 bis 2008 fand auf dem Boxberg südlich von Gotha das christlich-alternative Festival Freakstock statt.
2009 machten die Gothaer Autoren Andreas M. Cramer und Ralph-Uwe Heinz in ihrem Bühnenstück Dar neunzschsde Gebordsdaach oder Dinner auf Goth'sch das Gothaer Winterpalais zum angeblichen Ursprungsort des Dinner for One. Die Adaption des Sketchklassikers wird seither jeweils am Silvestervorabend im Kulturhaus in Gothaer Mundart aufgeführt.
Darin feiert Herzogin Sophie Karoline Amalie von Sachsen-Gotha-Altenburg ihren Geburtstag im Winterpalais mit ihren verstorbenen Freunden, die allesamt berühmte Gothaer Persönlichkeiten waren: Verleger Justus Perthes, Unternehmer Ernst-Wilhelm Arnoldi, Oberst Maximilian Franz Karl Ritter von Gadolla und Historiker Johann Georg August Galletti. Ihr Diener Schluder stolpert dabei über ein Knut genanntes Eisbärenfell. Der Text ist gespickt mit zahlreichen lokalen Anspielungen, auch Essen und Getränke sind echt goth’sch bzw. typisch thüringisch, u. a. gibt es Gotano-Wermut, Aromatique, Thüringer Klöße und Gothaer Kranz (eine lokale Kuchenspezialität). Laut dem Roman Dinner for One auf Goth’sch soll die Geschichte vom seltsamen Geburtstagsritual der Herzogin im Jahre 1845 über Sophie Karoline Amalies Enkel Prinz Albert von Sachsen-Coburg und Gotha nach Großbritannien gekommen sein, wo sie der Theaterautor Lauri Wylie in den 1930er Jahren zufällig wiederentdeckte und für die Bühne adaptierte.
Seit 2008 vergibt die Stadt Gotha jährlich am 1. November die Hannah-Höch-Ehrung, die das künstlerische Schaffen Gothaer Frauen würdigt. Der Preis erinnert an die in Gotha geborene Künstlerin Hannah Höch. Geehrt werden Künstlerinnen aller Genres sowie kunst- und kulturinteressierte Frauen, die in Gotha geboren wurden oder dort lebten und einen engen Bezug zur Stadt haben.

### Kulinarische Spezialitäten
1905 ließ sich der Gothaer Konditormeister Albert Maasberg den Gothaer Kranz patentieren, der das Rezept des bekannten Frankfurter Kranzes variiert. Im Gegensatz zum hellen Frankfurter Original wird beim dunklen Gothaer Pendant die Buttercreme mit Schokolade verrührt. Die mit dieser Creme gefüllte Tortenspezialität wird abschließend noch mit Schokoladen-Buttercreme überzogen und mit angerösteten und gewiegten Mandeln bestreut. Beim Original des Gothaer Kranzes fehlen auch die verzierenden Kirschen, die den Frankfurter Kranz kennzeichnen.
Gotano ist ein Wermut, der bis 2009 in der Stadt hergestellt wurde (zuletzt von der Thüringer Weinkellereien Gotha GmbH) und der meistverkaufte Wermut in der DDR war. Aus der 1962 entwickelten Bezeichnung Gotha-Wermut wurde Ende der 1960er Jahre zunächst Gothano und dann Gotano. Seit 2010 wird die traditionsreiche Spirituose jedoch in Stadtilm hergestellt und hat mit ihrer Ursprungsstadt nur mehr den Handelsnamen gemein. In Tschechien ist die Wurstsorte Gothajský salám nach der Stadt Gotha benannt.

### Musik und Unterhaltung
- Gothaer Kinderchor
- Thüringen Philharmonie Gotha-Eisenach
- Fanfaren- und Showorchester Gotha
- Handglockenchor Gotha
- Hochseilgruppe Geschwister Weisheit
- Musikschule Louis Spohr
- TonArt Musikschulen Gotha
- Kindertheater WINZIG
- Theaterensemble Art der Stadt e. V.
- Gothaer Gospelchor

### Mundart
In der Stadt wird eine von den Einheimischen als Goth’sch bezeichnete Variante des Zentralthüringischen gesprochen. Gekennzeichnet ist sie durch einen zumeist gemächlichen und leicht „singenden“ Tonfall. Bevorzugt werden die Vokale gedehnt und dunkel gesprochen sowie vornehmlich die weichen Konsonanten gebraucht. Zahllose Lautumstellungen, Verkürzungen und Verlängerungen von Silben dienen dem Sprachfluss.
Nachdem die Mundart in Gotha über Jahrzehnte öffentlich nicht gepflegt und zumeist abwertend betrachtet wurde, erfährt sie seit Ende der 1990er Jahre eine Renaissance. Ihre zunehmende Wahrnehmung als kulturgeschichtlich bedeutendes Erbe drückt sich unter anderem darin aus, dass mit dem Kleinen Wörterbuch Goth’sch (1998), dem Kleinen goth’schen Schimpfwörterbuch (2001) und den Goodschn Saachn (Die Gothaer Sagen, 2005) mittlerweile drei Bücher ausschließlich zum Thema Mundart vorliegen. Die erste populärwissenschaftliche Abhandlung über die sprachgeschichtliche Herkunft der Mundart erschien 2003.
Seit 2009 existiert eine goth’sche Mundartfassung des Silvesterklassikers Dinner for One, zudem werden seit 2010 von den Darstellern der beiden fiktiven Gothaer Originale Hänser & Schluder Stadt- und Kneipenführungen ausschließlich in Mundart angeboten.
Die Gothaer bezeichnen sich selbst zumeist als Goth’sche (sprich: Goodsche). Für Alteingesessene, die sich sowohl ihrer Heimatstadt als auch deren Geschichte und Mundart sehr verbunden fühlen, ist – quasi als Steigerung – die Bezeichnung (echter) goth’scher Lappenhöger (sprich: echder goodscher Labbmhööcher) üblich. Zugezogene (goth’sch: Biegeschwemmde, von beigeschwemmt) hingegen können trotz aller Assimiliationsversuche niemals echte goth’sche Lappenhöger werden. Abgeleitet ist der ursprüngliche Spottname von der im Volksmund Lappenhög (Hög = Hügel, kleiner Berg) genannten Straße Hoher Sand, in der früher eher arme Leute wohnten.
Bis um die Wende vom 19. zum 20. Jahrhundert waren die Gothaer in Thüringen allgemein auch als Goth’sche Hähne bekannt. Heute ist dieser alte Spottname außer Gebrauch und so gut wie vergessen.

### Naturdenkmäler
- Alte Eiche auf dem Boxberg mit einem Brusthöhenumfang von 6,40 m (2016).[67]
- Aquarium Gotha, Erholungspark im Süden Gothas

## Wirtschaft und Infrastruktur

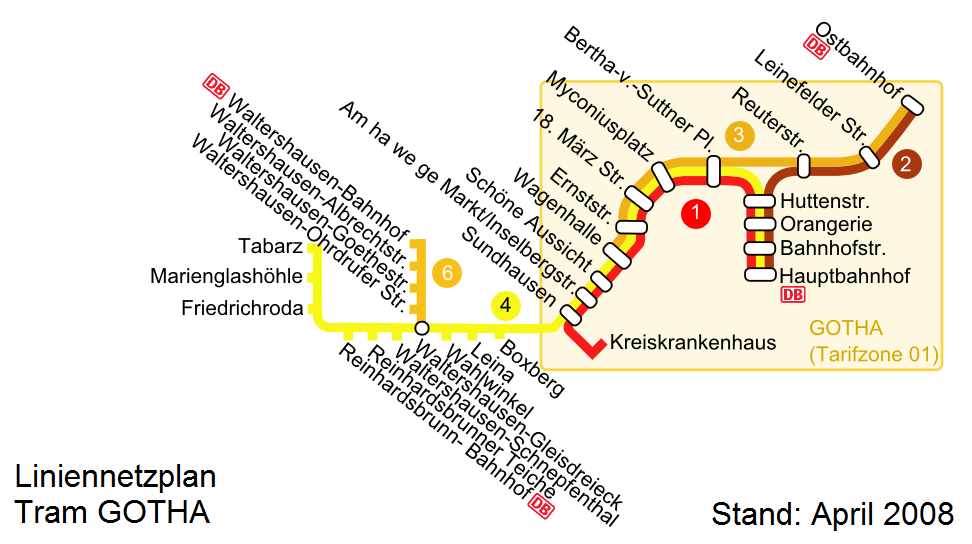
Liniennetzplan der Straßenbahn Gotha

### Verkehr

#### Bahnverkehr
Im nach dem Zweiten Weltkrieg nur provisorisch wiedererrichteten Gothaer Bahnhof laufen aus vier Richtungen Eisenbahnstrecken ein: in Ost-West-Richtung verläuft die Thüringer Bahn, auf der die ICEs von Dresden in Richtung Frankfurt am Main (zweistündlicher Halt) sowie die in Gotha haltenden ICs von Gera über Kassel-Wilhelmshöhe nach Düsseldorf verkehren. Nach Norden zweigt die Bahnstrecke Gotha–Leinefelde ab, an der der Gothaer Ostbahnhof liegt.
Neben den genannten ICE- und IC-Linien verkehren über den Bahnhof Gotha folgende Regionalexpress- bzw. Regionalbahnlinien:
- RE 1: Göttingen – Leinefelde – Mühlhausen – Gotha – Erfurt – Weimar – Jena – Gößnitz – Glauchau (zweistündlich) (DB Regio Südost)
- RB 20: Eisenach – Gotha – Erfurt – Weimar – Naumburg (Saale) – Weißenfels – Leipzig Hbf (stündlich) (Abellio Rail Mitteldeutschland)
- RB 53: Gotha – Bad Langensalza (zweistündlich) (DB Regio Südost)

Der Betrieb auf der in südliche Richtung führende Ohrabahn von Gotha über Ohrdruf nach Gräfenroda (dort bestand Anschluss in Richtung Würzburg) wurde im Dezember 2011 eingestellt.

#### Öffentlicher Personennahverkehr
Die Stadt und ihr engeres Umland verfügen über ein Straßenbahnsystem, zu dem auch die Thüringerwaldbahn gehört. Im Stadtgebiet bedienen drei Straßenbahnlinien auf einem etwa acht Kilometer langen Schienennetz 17 Haltestellen und stellen damit das Rückgrat des städtischen ÖPNV dar. Eine 22 km lange Überlandlinie der Thüringerwaldbahn verbindet die Stadt Gotha mit den Städten Friedrichroda, Waltershausen und der Gemeinde Bad Tabarz am Fuße des Thüringer Waldes.
In den Jahren 2005 bis 2007 erfolgte die umfangreiche Sanierung des Bahnhofsvorplatzes in Gotha. Mit einem Investitionsvolumen von 12,3 Millionen Euro wurde das gesamte Bahnhofsareal neu geordnet. Das Gebiet, das bis dahin durch Gewerbebrachen und Verfall gekennzeichnet war, wurde komplett beräumt und verkehrstechnisch neu erschlossen. Der neue Verknüpfungspunkt für Stadtbus, Regionalbus und Straßenbahn wurde im Oktober 2007 eingeweiht und erhielt für seine Gestaltung und städtebauliche Einordnung einen Architekturpreis.

#### Straßenverbindungen
- A 4 Frankfurt am Main – Dresden (Anschlussstellen Gotha-Boxberg (41a) und Gotha (42))
- B 7 Erfurt – Eisenach
- B 247 Mühlhausen – Ohrdruf
- Landesstraßen nach Waltershausen, Arnstadt, Goldbach, Emleben und Molschleben

#### Luftverkehr
- Sonderlandeplatz Gotha Ost (Flugsportverein Gotha e. V.);

Der nächste Verkehrsflughafen ist der Flughafen Erfurt-Weimar etwa 15 km östlich.

### Ansässige Unternehmen
Eines der bedeutendsten Unternehmen der Stadt war die Gothaer Waggonfabrik, die ab 1898 zunächst Straßenbahnwagen und ab 1913 auch Flugzeuge produzierte, zu DDR-Zeiten als VEB Gothaer Fahrzeugwerk wieder Straßenbahnen und Fahrzeugteile für den PKW Wartburg. Im Jahre 1989 hatte das Werk etwa 2150 Beschäftigte und 1992 noch 900. Danach spaltete sich das Unternehmen 1997 in die Schmitz Gothaer Fahrzeugwerke und die Gothaer Fahrzeugtechnik auf.
Die Schmitz-Gotha Fahrzeugwerke, im Jahr 1997 durch Ausgliederung der Sparte Fahrzeugbau aus der ehemaligen Gothaer Fahrzeugbau GmbH entstanden, ist eine Tochter der Schmitz Cargobull AG, des größten Herstellers von Lkw-Aufliegern in Europa.
Schmitz Cargobull hat bereits in den vergangenen Jahren mehr als 40 Millionen Euro in seine Gothaer Betriebsstätte investiert. Im Geschäftsjahr 2008/2009 soll die jährliche Produktionskapazität auf 18.000 Fahrzeuge gesteigert werden. In Gotha beschäftigt Schmitz derzeit einschließlich Leiharbeitern rund 800 Mitarbeiter im Gewerbegebiet Gotha-Ost.
Die Gothaer Fahrzeugtechnik ist einer der größten Betriebe Gothas. Bis 1997 ein Treuhandbetrieb für Mobil- und Raupendrehkräne mit zunächst 85 Mitarbeitern, hat sich das Unternehmen auf die Fertigung von Kranmastenspitzen spezialisiert und hat etwa 400 Mitarbeiter.
Ein wichtiges Unternehmen ist die Gothaer Brauerei, die zur Oettinger-Gruppe gehört. Sie ist mit Abstand der größte Bierproduzent in Thüringen. Die Belegschaft ist auf 220 Mitarbeiter gesunken. Ende 2022 soll die Brauerei an die Paulaner Brauerei Gruppe übergehen.[veraltet]
Aus dem 1924 gegründeten Getriebewerk (DDR: VEB Getriebewerk Gotha) entstand 1992 das Hurth Getriebewerk Gotha. 1995 wurde der Betrieb von der ZF Friedrichshafen AG übernommen und in ZF Gotha GmbH umbenannt. Der Betrieb gehörte von 1995 bis 2011 zum Geschäftsbereich der ZF Passau GmbH mit (2009) 177 Mitarbeitern und produzierte Systeme für Stapler. Seit 2011 erfolgt in Gotha ausschließlich die Montage von Achsantrieben für allradgetriebene PKW und SUVs wie den Porsche Cayenne. Das Werk ist heute eine Betriebsstätte der ZF Friedrichshafen AG und ist organisatorisch dem Bereich Antriebstechnik PKW in Saarbrücken zugeordnet.
Die Firma Avery Dennison, ein Produzent von Selbstklebeprodukten im Gewerbegebiet Gotha-Süd, hat etwa 160 Mitarbeiter.
Die Bystronic Maschinenbau GmbH (ehem. Beyeler) hat am Standort Gotha mit ihrem Kompetenzzentrum für Abkantpressen etwa 250 Beschäftigte.
Eines der zahlreichen Traditionsunternehmen war die bis 2009 existierende Thüringer Weinkellereien Gotha GmbH, die den Namen Gothas vor allem durch ihren Gotano-Vermouth bekannt machte.
Weitere größere Unternehmen sind die C & P Stahlmöbel GmbH & Co. KG, das Spanplattenwerk Gotha GmbH, die Pero AG, die Durable Hunke & Jochheim GmbH & Co. KG, die Gothaplast GmbH, Weidemann-Maschinenbau GmbH Gotha sowie die Bartsch International GmbH.

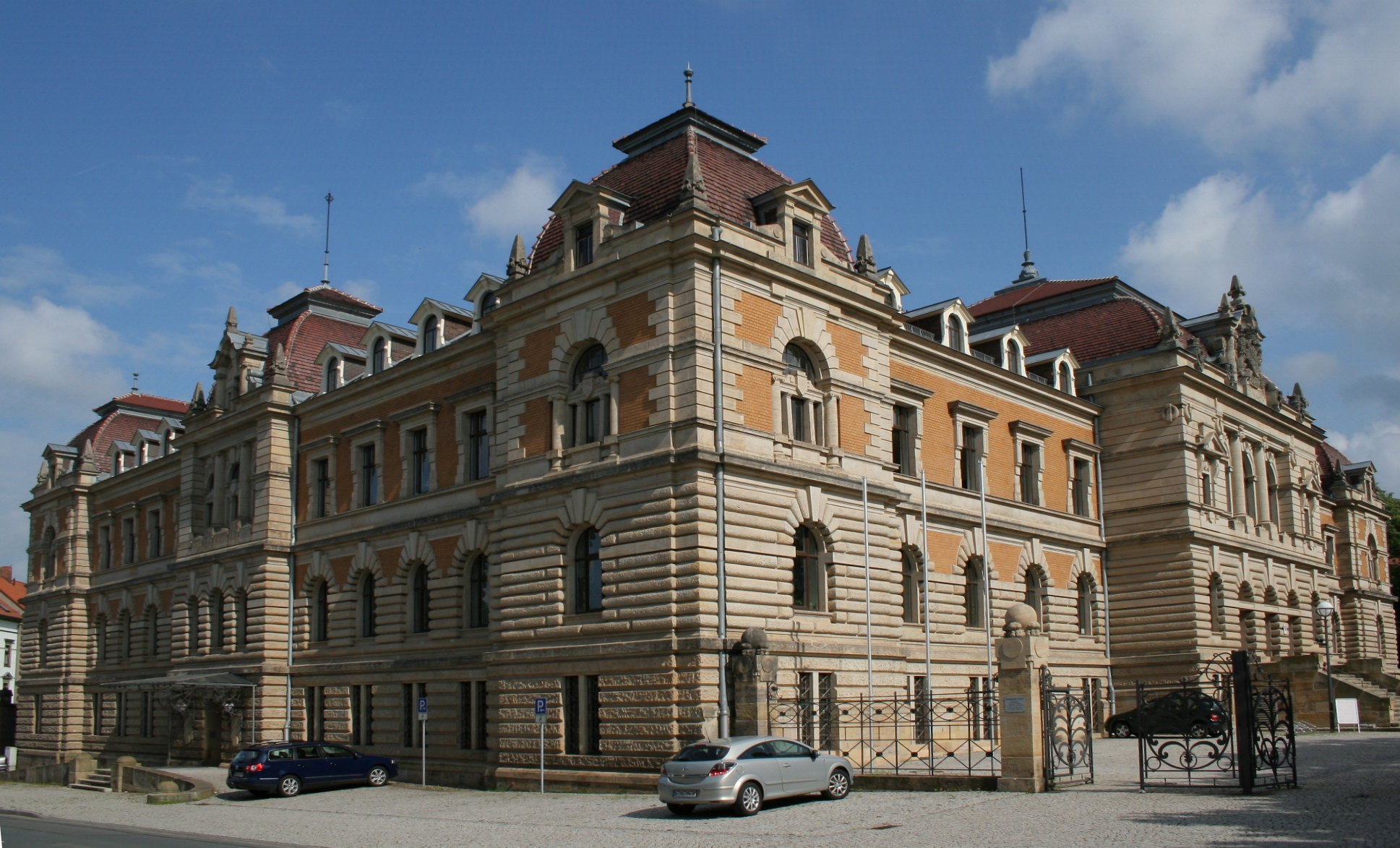
Amtsgericht Gotha

### Öffentliche Einrichtungen
Einrichtungen des Bundes:
- Bundeswehr: Friedenstein-Kaserne: Aufklärungsbataillon 13, 3./ und 4./Versorgungsbataillon 131, Sanitätsstaffel Gotha, Teile Bundeswehrdienstleistungszentrum Erfurt
- Technisches Hilfswerk: Ortsverband Gotha mit Zugrupp, 1. Bergungsgruppe, Fachgruppen Notversorgung und Notinstandsetzung (FGr N), Elektroversorgung (FGr E) sowie Trupp Schwerer Transport (Tr TS)

Einrichtungen des Landes Thüringen:
- Verband für Landentwicklung und Flurneuordnung (VLF) Thüringen
- Unfallkasse Thüringen
- Thüringer Landesanstalt für Wald, Jagd und Fischerei
- Thüringisches Staatsarchiv Gotha
- Forschungsbibliothek Gotha
- Forschungszentrum Gotha der Universität Erfurt
- Thüringer Finanzgericht
- Sozialgericht Gotha
- Amtsgericht Gotha
- Perthes-Forum Gotha: Die historischen Gebäude des 1785 gegründeten Verlages Justus Perthes in der Justus-Perthes-Straße 3–9 wurden in den Jahren 2012 bis 2014 zum Perthes-Forum umgebaut. Die Baumaßnahmen mit einem Volumen von rund 11.000 m³ (€ 18,2 Mio.) wurden im November 2014 fertiggestellt. Das Perthes-Forum wird nun Zug um Zug umfangreiche Depotbestände der Forschungsbibliothek Gotha einschließlich der Sammlung Perthes Gotha aufnehmen, dazu die bisher im Schloss Friedenstein untergebrachten Depoträume und Werkstätten der Restauratoren, die Bibliothek und das Archiv, ergänzt um einen Lesesaal, sowie das Thüringische Staatsarchiv Gotha.

Einrichtungen des Landkreises Gotha:
- Landratsamt Gotha mit allen dazugehörigen Behörden und Einrichtungen

### Bildung
Durch Herzog Ernst den Frommen wurde im 17. Jahrhundert die Schulpflicht für Fünf- bis Zwölfjährige eingeführt und die Gründung des Gothaer Gymnasiums vollzogen.
Das Herzogtum übernahm dadurch eine Vorreiterrolle im Bildungswesen des damaligen Deutschlands.
Die heutige Schullandschaft in Gotha setzt sich wie folgt zusammen:
- 7 staatliche Grundschulen: „Brüder Grimm“, Gotha-Siebleben, „Andreas Reyher“, „Ludwig Bechstein“, „Erich Kästner“, „Peter Andreas Hansen“, „Josias Friedrich Löffler“
- 3 staatliche Regelschulen: Oststadt Gotha, „Andreas Reyher“, „Conrad Ekhof“
- 1 kooperative Gesamtschule: „Herzog Ernst“
- 3 Gymnasien: Arnoldischule, Ernestinum, „Gustav-Freytag“
- 3 Berufsschulen: Berufsschulzentrum Gotha-West einschl. Berufliches Gymnasium, Gewerblich-Technische Berufsbildende Schulen, Private Medizinische Berufsfachschule in Gotha („Gobi“)
- 1 evangelische Grundschule
- 1 evangelische Regelschule (Diese hat im Herbst 2009 den Schulbetrieb aufgenommen.)

Des Weiteren gibt es ein regionales Förderzentrum („Regenbogenschule“), das staatliche Förderzentrum Gotha sowie die Volkshochschule und Musikschulen.
Es gibt 17 Kindereinrichtungen in städtischer oder freier Trägerschaft.
Die Stadt Gotha verfügt mit der Thüringer Fachhochschule für öffentliche Verwaltung über eine Einrichtung des tertiären Bildungsbereiches und ist somit Hochschulstandort.
Weitere Schulen mit überörtlicher Bedeutung sind:
- Staatliche Fachschule für Bau, Wirtschaft und Verkehr Gotha (die einzige Schule Thüringens, die direkt dem Freistaat und keinem Schulamt untersteht)[69]
- Bildungszentrum der Thüringer Steuerverwaltung Gotha
- Thüringer Landesvermessungsamt Abt. Ausbildung

### Gesundheitswesen

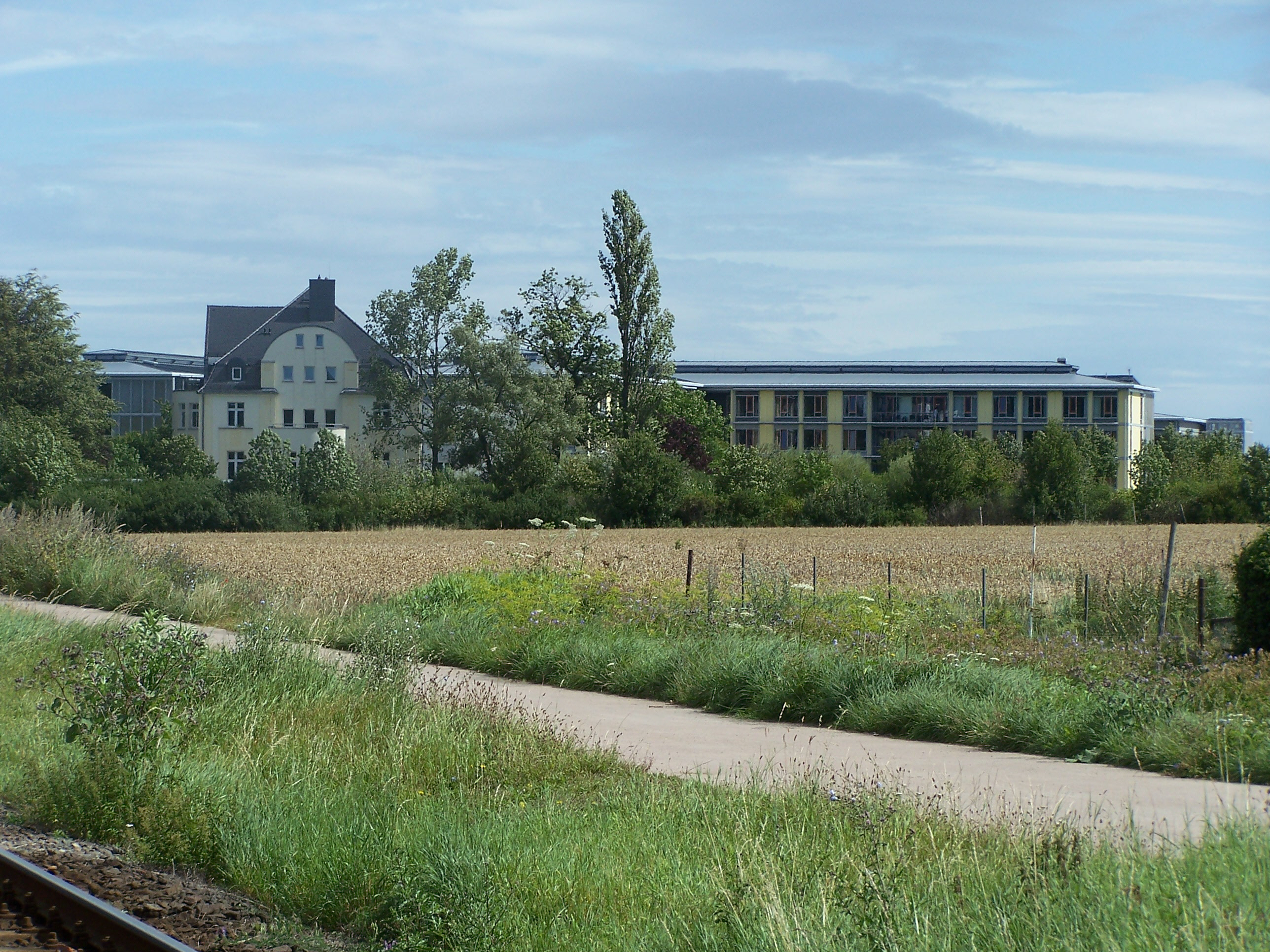
Helios-Klinikum

Die Helios Klinikum Gotha ist ein Haus der Schwerpunktversorgung mit circa 350 Betten. Seit 1995 hielten die Helios Kliniken Anteile am Krankenhaus. 2015 einigten sich der Landkreis und die Stadt Ohrdruf, ihre Anteile an der Krankenhaus GmbH an den Klinikkonzern zu verkaufen. In Gotha stellt das Deutsche Rote Kreuz am Klinikum einen Notarzt und eine Rettungswache im Stadtgebiet. Außerdem ist der private Rettungsdienstanbieter Rettungsambulanz Gotha (ehemals Rettungsdienst Schmolke) ebenfalls in der Stadt vertreten.

## Altstadterhaltung
Der Verein für Stadtgeschichte Gotha e. V., 1990 als Verein für Altstadterhaltung und Stadtgeschichte Gotha e. V. gegründet, steht in der Tradition des Vereins für Gothaische Geschichte und Altertumsforschung (1895–1945). Der Verein war gleichzeitig von 1992 bis 2013 zusätzlich der Förderverein des Museums für Regionalgeschichte und Volkskunde Gotha.

## Sonstiges
Der Hauptgürtelasteroid (1346) Gotha wurde nach der Stadt benannt.